# 川崎市

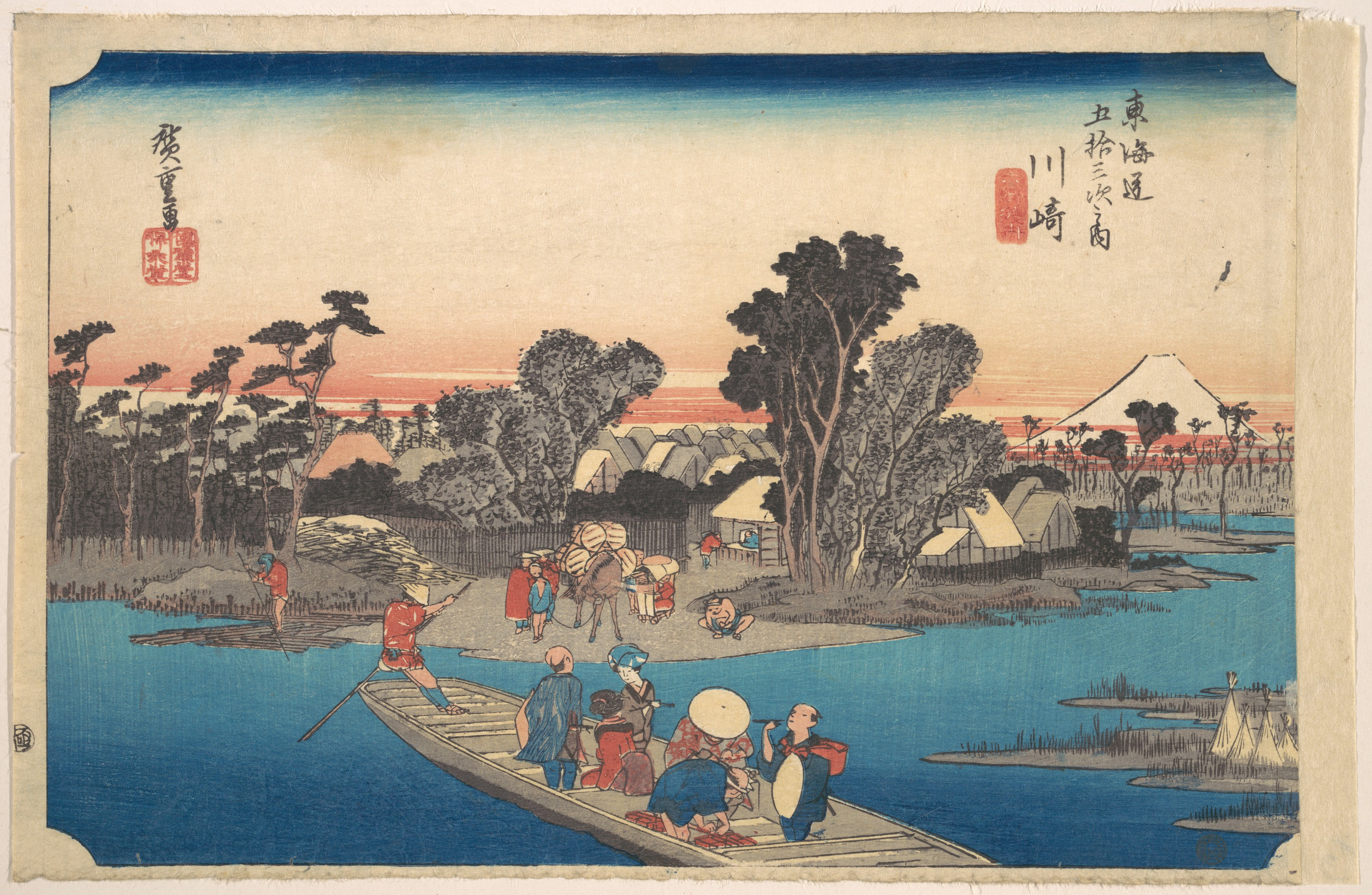
川崎　六郷の渡し舟　歌川広重

川崎市（かわさきし　旧字体:川﨑市・川嵜市）は、神奈川県の北東部に位置する市。人口は約155万人で、関東地方で東京都区部（23区）、横浜市に次ぐ。
政令指定都市であり、7つの行政区がある（川崎区・幸区・中原区・高津区・多摩区・宮前区・麻生区）。
市内全域が旧武蔵国に属し、神奈川県内の市町村では唯一、旧相模国に属していた地域を含まない。

## 概要
面積は142.96㎢（市の公式では144.35㎢）で、政令指定都市20市の中で最も小さい。神奈川県内で横浜市に次ぐ第2都市であり、非都道府県庁所在地の市では最大かつ唯一人口が100万人を超えている100万都市である。財政状況も良く、財政力指数は1.02（2022年度）で政令指定都市としては最も財政に余裕がある。
多摩川を挟んで接する東京都とのアクセスが良いため人口は増加傾向にあり、市のほぼ全域で宅地化が進んでいる。市域面積が狭いので人口密度が高い。古くは東海道、中原道、大山道、津久井道が南北に通り、川崎宿などの宿場を中心にして発展してきた。京急大師線でアクセス可能な川崎大師は初詣発祥の地として多くの参拝客が訪れ、参拝客数は日本3位（県内1位）である。
市南東部の川崎駅・京急川崎駅周辺が中心市街地であり、特に川崎駅東口を中心に全国有数の繁華街・歓楽街が広がっているほか、西口にはショッピングセンターとして日本2位の売上を誇る巨大商業施設ラゾーナ川崎プラザが位置しており、駅周辺は非常に賑わっている。東海道線や京急線を中心に古くからの市街地が形成されているほか、現在は新百合ヶ丘や武蔵小杉、溝の口などの副都心を中心に東京近郊の新興住宅街（ベッドタウン）が広がる。特に多摩川沿いの武蔵小杉駅周辺には東京への通勤者向けのタワーマンションが林立している。また、臨海部は京浜工業地帯の中心的地区であり、製造品出荷額は毎年全国上位に食い込んでいる。このように川崎市はエリアによって繁華街、工業地帯、超高層マンション街、東京郊外の新興住宅地と多様な面を併せ持っている。
2020年の東京都へ通勤・通学する15歳以上就業者・通学者の割合は42.3%であり、いわゆる「神奈川都民（川崎都民）」が非常に多い。神奈川県内であるものの、県庁所在地である横浜市よりも東京との結びつきが非常に強い。2020年の昼夜間人口比率は87.3であり、政令指定都市でありながら東京のベッドタウンとしての側面が強いため、100を大きく下回っている。一方で、古くからの工業地帯であることから富士通や東芝などの大企業の本店・本社事務所も所在している。
市民の花は「つつじ」、市民の木は「つばき」、市民にゆかりの深いもの、親しみのあるもの、都市緑化にふさわしいものなどを考えて、多くの候補の中から市民投票で選ばれた（市制50周年を記念して1974年12月1日に制定）。

## 地理

### 位置
神奈川県の北東部、県の最東端に位置し東京都と横浜市に挟まれた細長い市域を持つ。県内では、横浜市以外の市町村とは隣接していない。市の北側を多摩川が流れ東京都との境となっている。また、幸区・中原区のあたりは市域が括れており、特に幸区塚越4丁目の横浜市との境あたりから多摩川に近い幸区戸手4丁目のポンプ場付近までは1.2km弱と徒歩でも東京都特別区から横浜市までを簡単に横断できてしまうほどである。
街道沿いには古くから栄えていた街が点在し、周辺は閑静な住宅地となっている。しかし、駅周辺は東京との近さから近年開発が進み、特に川崎駅前周辺は市内随一の繁華街で昼夜を問わず人が多い。西部の多摩丘陵にはのどかな田園風景が広がり、新興住宅地が多い。東部の東京湾岸の埋立地は隣接する横浜市鶴見区沿岸部とともに大規模な重工業地帯となっているなど、多様な面を見せる。最高地点は麻生区黒川の町田市との境界付近で海抜148mとなっている。

### 地形

#### 河川
一級河川
- 多摩川水系：三沢川、山下川、五反田川、二ヶ領本川、平瀬川、多摩川
- 鶴見川水系：片平川、麻生川、真福寺川、江川、渋川、矢上川、鶴見川

運河
- 多摩運河
- 末広運河
- 千鳥運河
- 夜光運河
- 大師運河
- 塩浜運河
- 水江運河
- 浅野運河
- 池上運河
- 南渡田運河
- 田辺運河
- 白石運河
- 境運河
- 入江崎運河

### 地域
拠点性が高くオフィス群のある川崎駅周辺と工場が立ち並ぶ川崎区以外は東京のベッドタウンとしての性格が強く、東海道線、横須賀線、京急線、京王相模原線、東急東横線、東急田園都市線、小田急線などの通勤路線を通じて東京都心部との交流が深い。各路線ごとに東京区部・横浜市北部を含めた沿線地域圏を形成しているため、稲田堤や若葉台（京王相模原線）、登戸や新百合ヶ丘（小田急線）、鷺沼（東急田園都市線）を始めとした北部では新宿や渋谷といった東京都心部のターミナルへの志向が強い。

#### 行政区

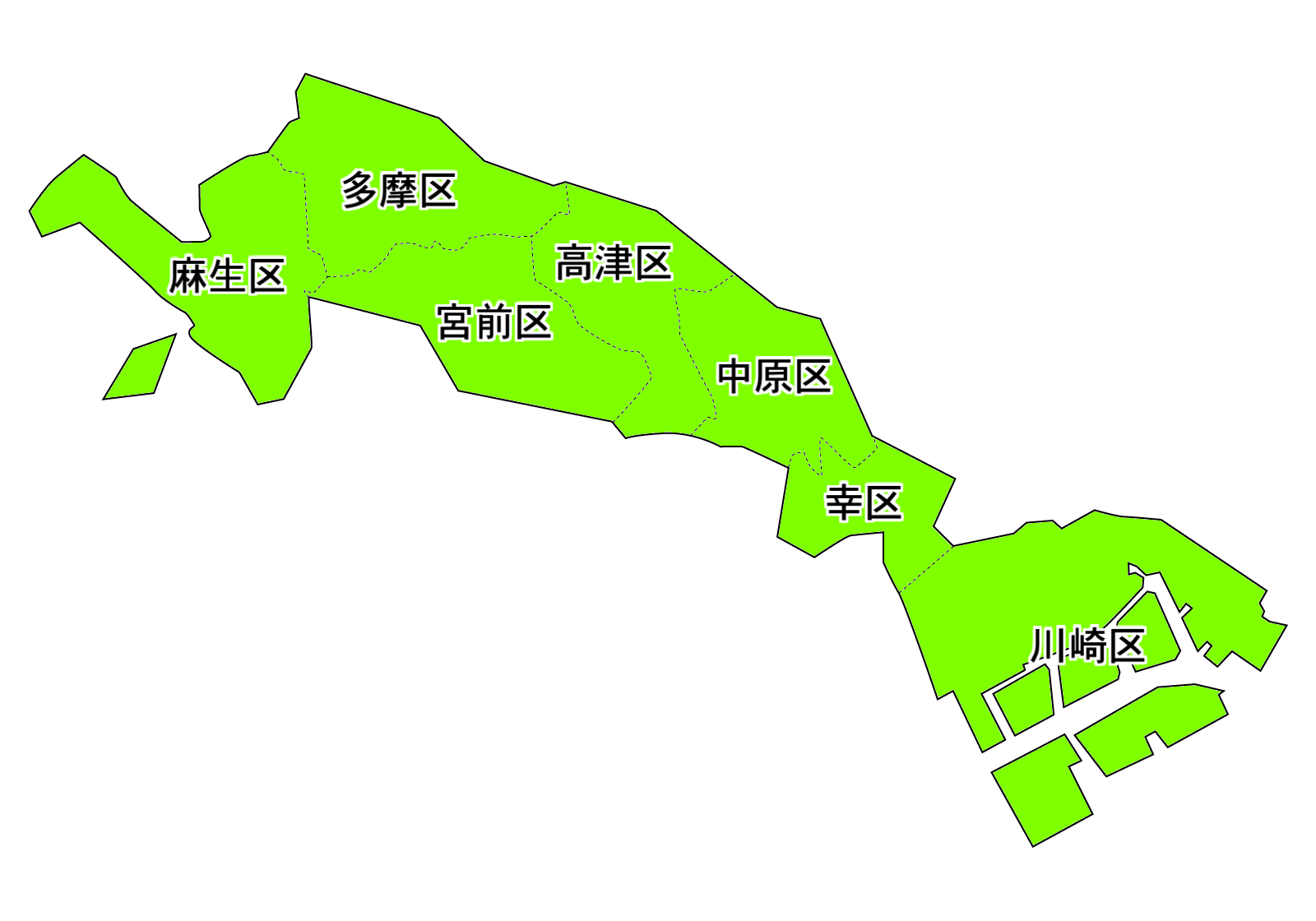

- 世帯数：750,949世帯（2020年9月1日[9]）
- 外国人登録者数：45,168人（2021年4月9日[10]）

神奈川県川崎市の各区
川崎市は現在7区で構成される。なお、7区のどの名称も他の政令指定都市では全く使われていない、川崎市オリジナルの名称である。
| コード  | 区名   | 人口 （人） | 面積 (km²) | 人口密度 （人/km²） |
| ------- | ------ | ----------- | ---------- | ------------------- |
| 14131-3 | 川崎区 | 232,976     | 39.49      | 5,899.62            |
| 14132-1 | 幸区   | 175,309     | 10.01      | 17,513.39           |
| 14133-0 | 中原区 | 269,242     | 14.74      | 18,266.08           |
| 14134-8 | 高津区 | 236,484     | 16.36      | 14,455.01           |
| 14135-6 | 多摩区 | 228,774     | 20.50      | 11,159.71           |
| 14136-4 | 宮前区 | 234,893     | 18.61      | 12,621.87           |
| 14137-2 | 麻生区 | 180,005     | 23.25      | 7,742.15            |
|         | 合計   | 1,557,683   | 142.96     | 10,895.94           |

区役所
1. 川崎区 - 区役所の最寄り駅は川崎駅（京急川崎駅）。
2. 幸区 - 区役所の最寄り駅は矢向駅（徒歩15 - 20分）[注釈 2]。
3. 中原区 - 区役所の最寄り駅は武蔵小杉駅。
4. 高津区 - 区役所の最寄り駅は溝の口駅（武蔵溝ノ口駅）。
5. 多摩区 - 区役所の最寄り駅は向ヶ丘遊園駅。
6. 宮前区 - 区役所の最寄り駅は宮前平駅。
7. 麻生区 - 区役所の最寄り駅は新百合ヶ丘駅。

### 人口
| |                                        |  |
| 川崎市と全国の年齢別人口分布（2005年） | 川崎市の年齢・男女別人口分布（2005年） |  |
| ■紫色 ― 川崎市 ■緑色 ― 日本全国 | ■青色 ― 男性 ■赤色 ― 女性              |  |
| 川崎市（に相当する地域）の人口の推移 \| 1970年（昭和45年） \| 973,497人 \| \| \| 1975年（昭和50年） \| 1,014,951人 \| \| \| 1980年（昭和55年） \| 1,040,802人 \| \| \| 1985年（昭和60年） \| 1,088,624人 \| \| \| 1990年（平成2年） \| 1,173,603人 \| \| \| 1995年（平成7年） \| 1,202,820人 \| \| \| 2000年（平成12年） \| 1,249,905人 \| \| \| 2005年（平成17年） \| 1,327,011人 \| \| \| 2010年（平成22年） \| 1,425,512人 \| \| \| 2015年（平成27年） \| 1,475,213人 \| \| \| 2020年（令和2年） \| 1,538,262人 \| \| |                                        |  |
| 総務省統計局 国勢調査より |                                        |  |
| 1970年（昭和45年） | 973,497人                              |  |
| 1975年（昭和50年） | 1,014,951人                            |  |
| 1980年（昭和55年） | 1,040,802人                            |  |
| 1985年（昭和60年） | 1,088,624人                            |  |
| 1990年（平成2年） | 1,173,603人                            |  |
| 1995年（平成7年） | 1,202,820人                            |  |
| 2000年（平成12年） | 1,249,905人                            |  |
| 2005年（平成17年） | 1,327,011人                            |  |
| 2010年（平成22年） | 1,425,512人                            |  |
| 2015年（平成27年） | 1,475,213人                            |  |
| 2020年（令和2年） | 1,538,262人                            |  |

### 隣接自治体・行政区
※括弧内は行政区を示す
神奈川県
- 横浜市（青葉区、都筑区、鶴見区、港北区）

東京都
- 大田区
- 世田谷区
- 調布市
- 狛江市
- 稲城市
- 多摩市
- 町田市

千葉県（海上で隣接）
- 木更津市

## 歴史

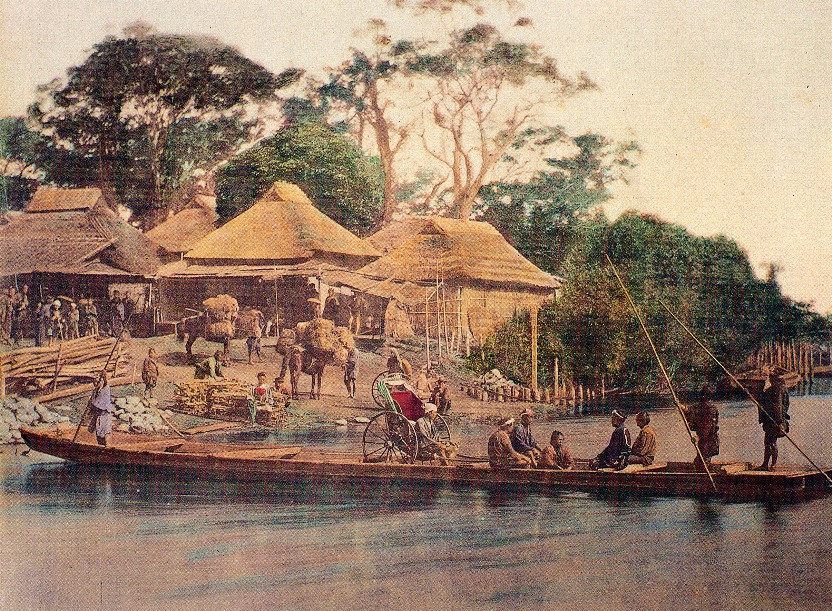
六郷の渡し　1860年代

### 市成立前

#### 原始以前
北西部の丘陵地帯に人が定住したのは古く、黒川などでは旧石器時代や縄文時代の遺跡が確認できる。しかし、多摩川沿いや臨海部の低地はかつて海底だった場所が多く、多摩川の堆積作用や海面の低下により徐々に陸地化が進んだ。

#### 古代
7世紀に律令体制の整備により武蔵国橘樹郡（たちばなぐん）の一部となり、奈良時代には現在の高津区に郡衙が置かれ、地域行政の中心になったと推定される。平安時代からは荘園が発達し、稲毛氏が広い地域を支配した。

#### 中世
前述の稲毛氏の一族稲毛三郎重成は源頼朝の御家人の1人となって活躍した。また大治3年（1128年）には川崎大師（平間寺）が建立され、門前町の形成が始まる。その後鎌倉時代から戦国時代にかけては小規模領主による分治が進み、やがて北条氏の支配下に入った。

#### 近世
慶長16年（1611年）には小泉次大夫の指揮により二ヶ領用水が完成、中野島から大師・大島に至る多摩川流域平野のほぼ全域を流れ、農業生産力の向上をもたらした。二ヶ領用水で潤った水田で生産された米は稲毛米と呼ばれ、江戸で寿司飯として人気となった。
また江戸幕府が成立したことで東海道や中原街道の重要性が高まり、地名「川崎」の由来かつ川崎市のルーツである、東海道の宿場たる川崎宿（現：川崎駅周辺）の整備が進んだ。ただし、川崎宿が正式な宿場に指定されたのは東海道五十三次の中で最後となる元和9年（1623年）のことである。このとき多摩川の橋は流され、以後川崎宿は六郷の渡しの渡河点、及び川崎大師への玄関口として繁栄した。この他にも中原街道の丸子の渡し、大山街道の二子の渡し、津久井街道の登戸の渡しが整備され、いずれも後に東京への鉄道が建設される宿場町が形成された。

#### 近代

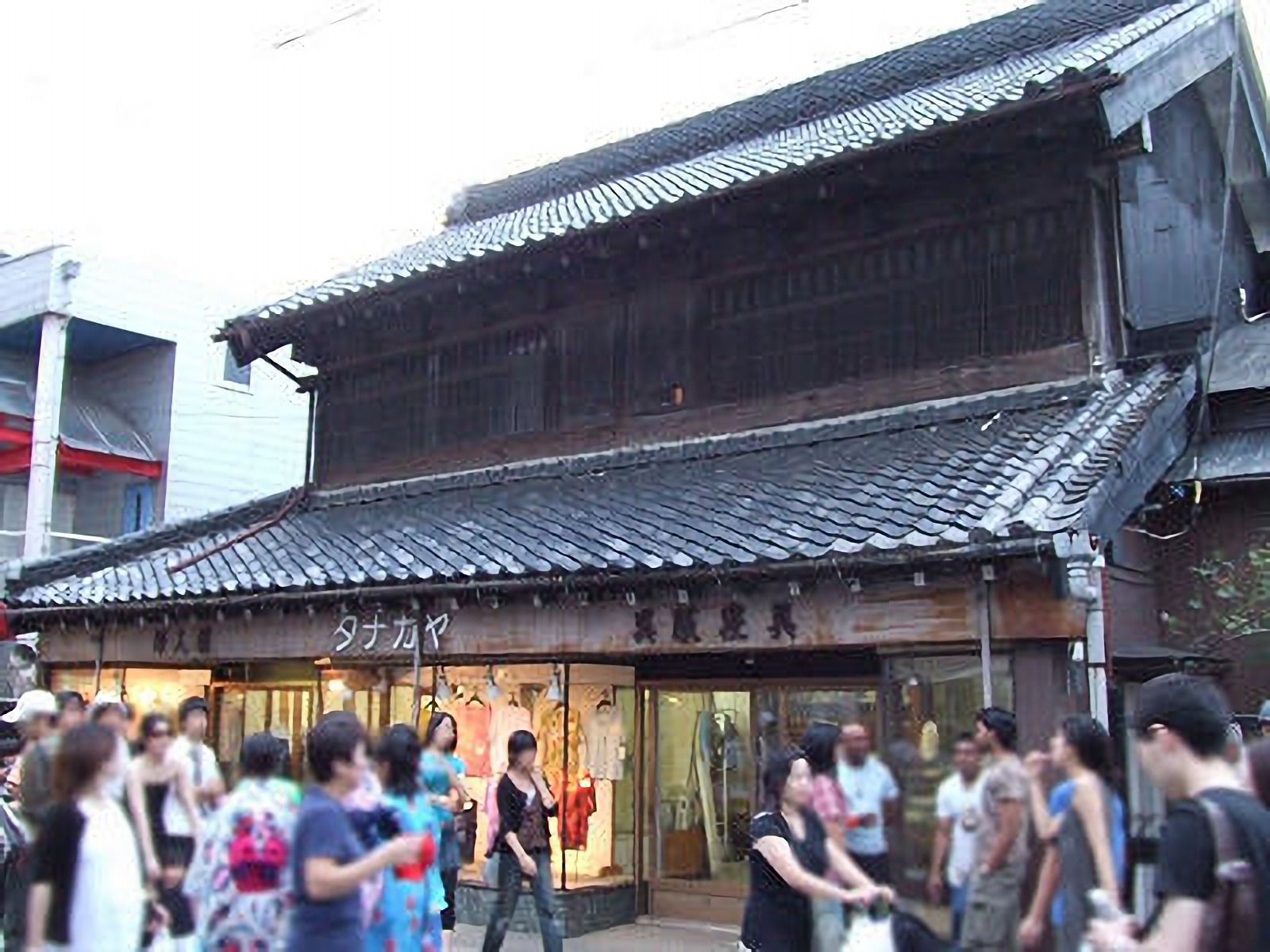
大山街道の商店　溝の口

明治・大正期は川崎駅周辺で都市化が急速に進行する一方、丘陵地帯では従来の農山村も維持されていた。その後昭和前期になると鉄道路線の開業が相次ぎ、私鉄沿線には住宅地が、多摩川沿いの南武線沿線には主に工業地が展開した。
- 明治5年6月5日（1872年7月10日） - 日本最初の鉄道開業（現東海道線）に伴い川崎駅が設置される。その後、郵便・電気などの公共サービスが整備される。
- 1883年（明治16年） - 多摩川に六郷橋がかかる。
- 1889年（明治22年） - 町村制施行により、後の市域を形成する橘樹郡川崎町、及び12か村（うち2村は都筑郡）が成立。
- 1893年（明治26年） - 大師河原村（現川崎区）の当麻辰二郎が梨の新種「長十郎」を発見（ただし発見年には諸説あり）。
- 1899年（明治31年） - 大師電気鉄道（現在の京浜急行電鉄）が大師線の一部を開業する。以後、品川や横浜に向けて路線を延長していく。
- 1910年（明治43年） - 日本蓄音機商会（現在は日本コロムビア）が川崎町で創業。
- 1912年（明治45年） - 神奈川県と東京府（現東京都）との境界が多摩川を境に整理される。
- 1912年（明治45年） - 日本鋼管（後にNKK、現在はJFEスチール）川崎製鉄所が設立。臨海部の工業化が開始される。
- 1914年（大正3年） - 川崎〜溝口（当時は高津村）間での乗合馬車運行が始まる。
- 1914年（大正3年） - 味の素川崎工場が設置される[11]。
- 1921年（大正10年） - 川崎町で上水道整備が始まる。

### 市成立後

#### 昭和戦前

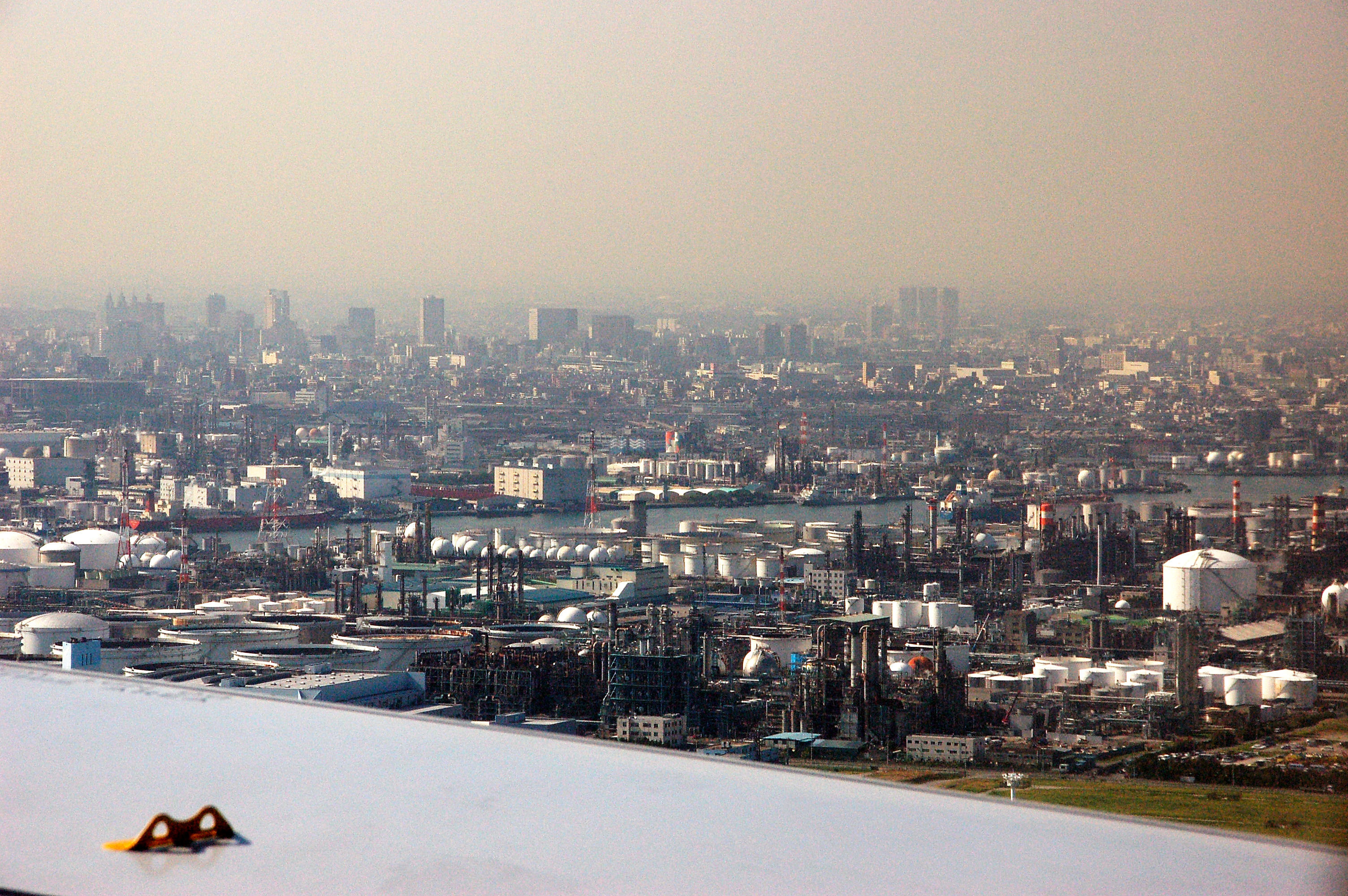
京浜工業地帯

- 1924年（大正13年）7月1日 - 2町1村が合併して市制施行。市域は現在の川崎区西部と幸区東部。人口4万8394人。
- 1925年（大正14年） - 川崎市章が制定[12]。
- 1926年（大正15年）2月14日 - 東京横浜電鉄（現在の東急）東横線が小杉町内で開業。
- 1927年（昭和2年）
  - 3月9日 - 南武鉄道（現在のJR南武線）川崎駅 - 登戸駅が開業。
  - 4月1日 - 小田急小田原線が全線開通、稲田登戸駅（現向ヶ丘遊園駅）が開業。
  - 4月 - 川崎市内初の県立中学校、神奈川県立川崎中学校（現：神奈川県立川崎高等学校）が創立[13][14]。
  - 7月15日 - 玉川電気鉄道溝ノ口線（現東急田園都市線）開業。
- 1929年（昭和4年） - 新鶴見操車場が完成[15]。
- 1930年（昭和5年） - 富士瓦斯紡績（現在の富士紡ホールディングス）川崎工場での労働争議で煙突男が出現。
- 1931年（昭和6年）5月22日 - 日清製粉の工場で火災が発生。従業員80人が死傷[16]。
- 1934年（昭和9年） - 「川崎市歌」を制定。
- 1935年（昭和10年）
  - 1月7日 - 水道水が汚染され赤痢患者が大量発生（川崎市の赤痢 (1935年)）。同月末までの発病者は1357人[17]。
  - 7月22日 - 川崎駅前にあった京浜デパートに20数名の暴漢が侵入して店内を破壊。後に大規模店の進出に反対していた川崎小売商店連盟メンバーら80余人が検挙された[18]。
- 1937年（昭和12年） - 陸軍の研究所が現多摩区の生田村（1938年に川崎市へ編入）へ移転。
- 1938年（昭和13年） - 川崎市役所旧本庁舎が完成[19]。
- 1939年（昭和14年）4月1日 - 都筑郡の分割併合により埋立地を除き現在の市域が確定。
- 1942年（昭和17年）2月1日 - 味噌と醤油の配給制度が始まる（横浜市、横須賀市、藤沢市、平塚市、鎌倉市、小田原市も同日から開始）[20]。同時に衣料品にも点数切符制が導入された。
- 1944年（昭和19年）10月14日 - 川崎市電が開業。
- 1945年（昭和20年）4月15日 - 川崎大空襲。川崎駅周辺の市街地や臨海部の工業地帯、寺社仏閣の川崎大師などに大きな被害が出る。

#### 昭和戦後

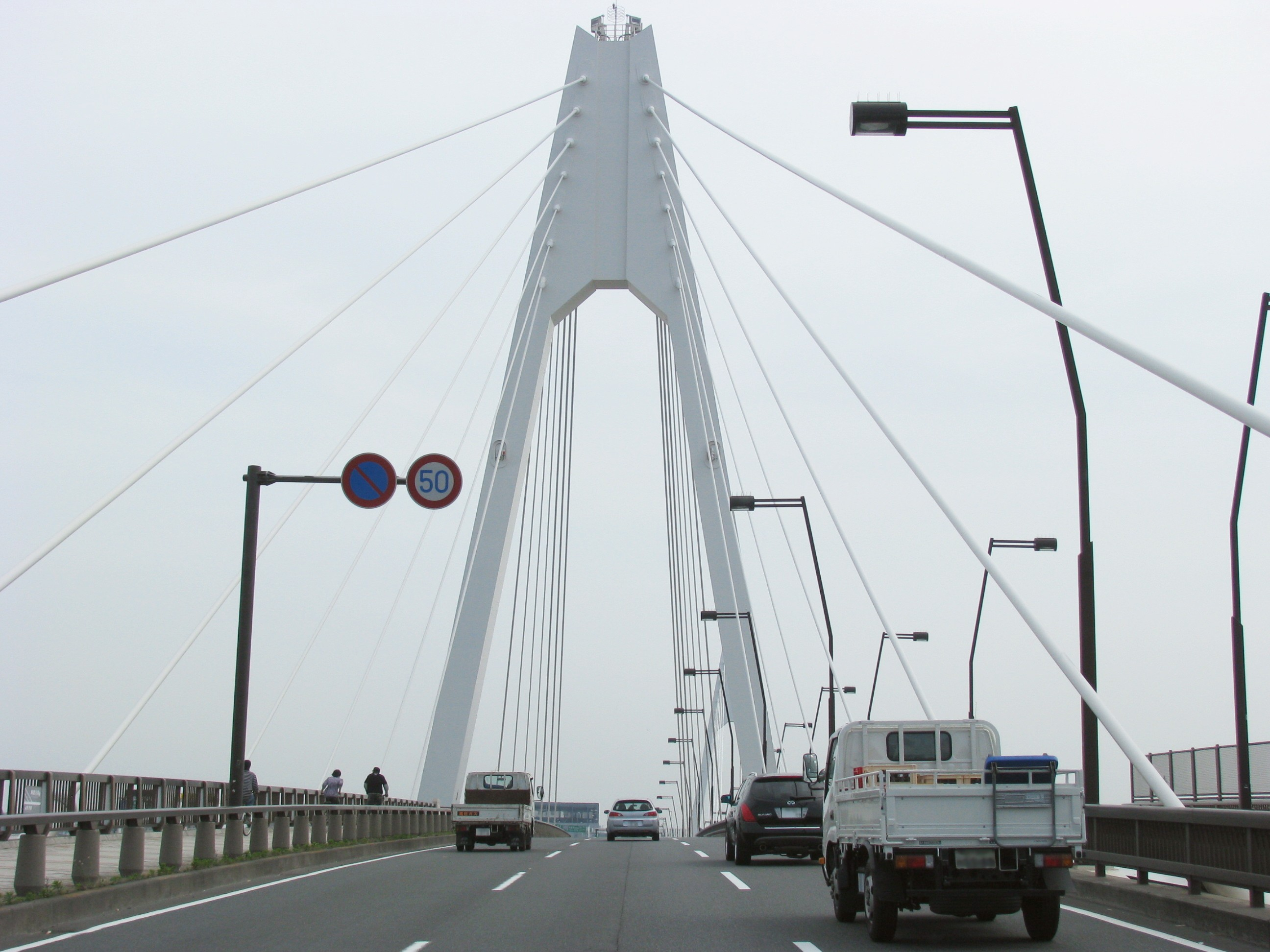
大師橋

- 1946年（昭和21年） - 初の民選市長として金刺不二太郎が当選。
- 1947年（昭和22年） - 戦後第1回市議会招集。
- 1948年（昭和23年）
  - 現多摩区に日本女子大付属中学・高校[注釈 3]が開校
  - 8月2日 - 市内で竜巻が発生。戦災跡地に建てられていたバラック住宅が被害に遭い、死者3人、重軽傷者106人[21]。
- 1950年（昭和25年）12月15日 - 川崎市バス事業が開始[22]。
- 1951年（昭和26年） - 現多摩区に明治大学生田校舎が開設。
- 1952年（昭和27年） - 現川崎区の富士見公園内に川崎球場（当時は川崎スタジアム）が開場。
- 1952年（昭和27年） - 向ヶ丘遊園が遊具施設を充実し有料化。
- 1955年（昭和30年） - 第10回国民体育大会が神奈川県で開催。川崎市は、バレーボール、ウエイトリフティングなどの会場となる[23]。
- 1957年（昭和32年）
  - 現多摩区に専修大学生田校舎開設。
  - 人口が50万人を突破。この頃から市北西部が首都圏住民の良好な住宅地として人気を博すようになり、政令市に指定されるまでに人口が急増する主因となった。このため、東京都心部へ向かう通勤・通学電車のラッシュは、全国有数の混雑となる。
- 1960年（昭和35年） - プロ野球・大洋ホエールズが日本シリーズで優勝し、市内でパレードを行う。
- 1964年（昭和39年） - 多摩区によみうりランドが開業。西生田駅が読売ランド前駅に、東生田駅が生田駅に改称。
- 1965年（昭和40年）6月18日 - 川崎市旗を制定[24]。
- 1966年（昭和41年） - 東急田園都市線溝の口駅 - 長津田駅が開業。
- 1967年（昭和42年）
  - 現多摩区に日本民家園が開園。公営施設としては北部地域初の大規模文化施設。
  - 多摩区（現在の麻生区）東百合丘に調布学園女子短期大学が開設。
- 1968年（昭和43年）
  - 4月25日 - 東名高速道路が開通し、東名川崎IC（現宮前区）開設。
  - 市営鷺沼プールがオープン。
- 1969年（昭和44年）4月1日 - 市電が全廃。
- 1971年（昭和46年）
  - 第2代の民選市長に伊藤三郎が当選し、革新自治体の一員となる。
  - かわさきおやこ劇場設立
  - 生田緑地に川崎市青少年科学館開設。
  - 現宮前区菅生に聖マリアンナ医科大学開設。
- 1972年（昭和47年）
  - 4月1日 - 政令指定都市に指定され、川崎、幸、中原、高津、多摩の5区が設けられる[注釈 4]。人口980,280人[25]。
  - 9月 - 川崎市公害防止条例施行[14]。
- 1973年（昭和48年） - 人口が100万人に到達[25]。
- 1974年（昭和49年）
  - 4月 - 夢見ヶ崎動物公園が開園[26]。
  - 6月1日 - 小田急多摩線新百合ヶ丘～小田急永山間が開通[27]。
  - 12月1日 - 市民の花「つつじ」、市民の木「つばき」を制定[7]。
- 1976年（昭和51年） - 全国に先駆けて「川崎市環境影響評価に関する条例」を制定し環境アセスメントを開始した。
- 1978年（昭和53年）
  - 大洋ホエールズの横浜移転により、ロッテオリオンズが川崎球場をフランチャイズとする。
  - 第1回かわさき市民祭りを開催。
- 1979年（昭和54年） - 政令指定都市移行を記念して高津区に川崎市民プラザ開設。
- 1980年（昭和55年） - 国鉄横須賀線の新川崎駅が開業、川崎駅を経由しなくなる。自動車の川崎ナンバーが誕生。
- 1982年（昭和57年）
  - 6月8日 - 核兵器廃絶平和都市宣言[28]。
  - 7月 - 人口増加に伴い、高津区から宮前区を、多摩区から麻生区を分区し、7区制になる[29]。
  - 第1次川崎公害訴訟が提訴され、大気汚染について国や首都高速道路公団、各企業の責任が追及される。
- 1983年（昭和58年）1月28日 - 中原平和公園が開設[30]。
- 1984年（昭和59年） - 「川崎市民の歌」を制作・発表。
- 1985年（昭和60年） - 川崎市男女共同社会をめざす計画を発表。
- 1986年（昭和61年） 
  - 川崎駅東口に地下街川崎アゼリアが開業。
  - 新百合ヶ丘駅前に日本映画学校が開校。
- 1987年（昭和62年） - 日本初のシネマコンプレックスと称するチネチッタが開業。
- 1988年（昭和63年）
  - 川崎駅西口の再開発を巡ってリクルート事件が発覚[注釈 5]。
  - 川崎市市民ミュージアム・ふれあい館・産業振興会館を開館。

#### 平成
- 1989年（平成元年）
  - かながわサイエンスパーク（KSP）が高津区に設置される。
  - 4月11日 - 高津区のある竹林で1億円の札束が発見される（竹やぶ騒動）。
- 1990年（平成2年） - 市民オンブズマン制度が発足。
- 1991年（平成3年）
  - ロッテオリオンズが千葉に移転し、川崎球場を本拠とするプロ野球チームが消滅する。
  - 毎月1日を「ノーカーデー」と定める。
- 1992年（平成4年）
  - 新百合ヶ丘駅南口にエルミロード[注釈 6]がオープンする。
  - 3月 - コミュニティ施設「川崎マリエン」が開館[31]。
  - 4月 - 川崎市平和館が開館[32]。
- 1993年（平成5年）
  - Jリーグが開幕、ヴェルディ川崎が等々力陸上競技場を本拠地にする。後期優勝しJリーグ初代年間王者に。
  - 3月 - 全国初のエレベーター付き立体横断歩道橋「川崎ハローブリッジ」が完成[33][34]。
- 1994年（平成6年） - 市のシンボルマークが決まる。
- 1995年（平成7年）
  - 8月15日 - とどろきアリーナがオープン[35]。
  - ポイ捨て禁止条例がスタート。
  - 10月 - 廃棄物の鉄道貨物輸送「クリーンかわさき号」が運行開始[36]。
- 1996年（平成8年）
  - 市職員採用試験の国籍条項を撤廃。
  - かわさき市民放送開局。
  - 外国人市民代表者会議を設置。
- 1997年（平成9年）
  - 富士通川崎サッカー部がプロ化し川崎フロンターレが誕生。
  - 3月25日 - かわさき健康都市宣言[37]。
  - 12月18日 - 東京湾アクアラインが開通[38]。これにより千葉県とも隣接するようになった。
- 1998年（平成10年） - 麻生区の新百合ヶ丘駅周辺地区が、建設省の都市景観大賞を受賞する。
- 1999年（平成11年）
  - 川崎公害訴訟が和解により決着する。
  - 10月30日 - 岡本太郎美術館がオープン[39]。
- 2000年（平成12年） - 川崎球場スタンド撤去工事。翌年改修工事終了。
- 2001年（平成13年） - 川崎市子どもの権利に関する条例を施行。
- 2002年（平成14年） 
  - 川崎市行財政改革プランを発表。
  - シネマコンプレックスのチネチッタがラ チッタデッラとしてリニューアル。この頃から川崎駅周辺再開発が加速。
  - 向ヶ丘遊園が閉園。
- 2003年（平成15年） - 高津区に「川崎市 子ども夢パーク」がオープン。
- 2004年（平成16年）
  - 麻生区に小田急多摩線はるひ野駅が開設。
  - 川崎市ホームタウンスポーツ推進パートナー制度制定。
  - 7月1日 - 川崎駅西口にミューザ川崎シンフォニーホールが開設[40]。
- 2005年（平成17年）
  - 路上喫煙の防止に関する条例を制定。重点禁止区域内での路上喫煙に過料2000円を課す事になった。
  - 4月 - 川崎市自治基本条例施行[41]。
- 2006年（平成18年）
  - 2月 - 多摩区に市立多摩病院が開院[42]。
  - 9月28日 - 川崎駅西口にラゾーナ川崎プラザが開業[43]。
- 2007年（平成19年）
  - 麻生区に昭和音楽大学が厚木市から移転。
  - 麻生区に川崎市アートセンターオープン。
  - 7月 - 第3回アメリカンフットボール・ワールドカップが開催される[44]。
  - 成人ぜんそくの川崎公害の患者の医療費助成制度が開始される。
- 2008年（平成20年）
  - 東急電鉄が川崎市から購入した宮前区の土地の土壌汚染に関し、公害等調整委員会が市に損害賠償支払いを命じる[注釈 7]。
  - 4月26日 - 人工海浜を有した東扇島東公園がオープン[45]。
- 2010年（平成22年）3月13日 - JR横須賀線武蔵小杉駅が開業[46]。
- 2011年（平成23年）
  - 4月 - 日本映画大学が開学[47]。
  - 9月3日 - 多摩区に藤子・F・不二雄ミュージアム開館[48]。
  - モントルー・ジャズ・フェスティバル・ジャパン・イン・かわさきが市民の誘致により実現[注釈 8]。
- 2012年（平成24年）
  - ドラえもん誕生100年前を記念し、ドラえもんに「特別住民票」を交付。
  - 東京地裁、土壌汚染訴訟で川崎市側に責任なしと東急電鉄の訴えを棄却[49]。
- 2013年（平成25年）3月 - 殿町国際戦略拠点「キングスカイフロント」がまちびらき[50]。
- 2014年（平成26年） - 川崎球場が川崎富士見球技場（富士通スタジアム川崎）に改称。
- 2015年 （平成27年）
  - 3月 - 「橘樹官衙遺跡群」が市内初の国史跡に指定[51]。
  - 4月1日 - 京都市を抜き人口国内7位の市となる[52]。
- 2016年（平成28年）
  - 3月26日 - 南武線（浜川崎支線）小田栄駅が開業[53]。
  - 7月 - 市のブランドメッセージ「Colors,Future! いろいろって、未来。」を策定[54]。
- 2017年（平成29年）
  - 4月24日 - 人口が1,500,052人に達し人口150万人を突破したと発表[55]。
  - 10月 - 川崎市スポーツ・文化総合センター「カルッツかわさき」が開館[56]。
  - 川崎フロンターレがJ1リーグ初優勝。

#### 令和
- 2019年 （令和元年）
  - 新庁舎（高層棟及び低層棟）の着工。
  - 5月1日 - 神戸市を抜き人口国内6位の市となる[57]。
  - 12月12日 - ヘイトスピーチに対して罰金刑という刑事罰を設けたヘイトスピーチ条例が全国で初めて制定される。
- 2022年 （令和4年）
  - 3月12日 - 羽田空港と川崎区を直結する多摩川スカイブリッジが開通[58]
  - 10月25日 - 午前11時7分頃、建設中の川崎市新本庁舎24階で火災が発生した[59][60]。
- 2023年（令和5年）6月19日 - 川崎市新本庁舎が竣工[61]。川崎市 新本庁舎

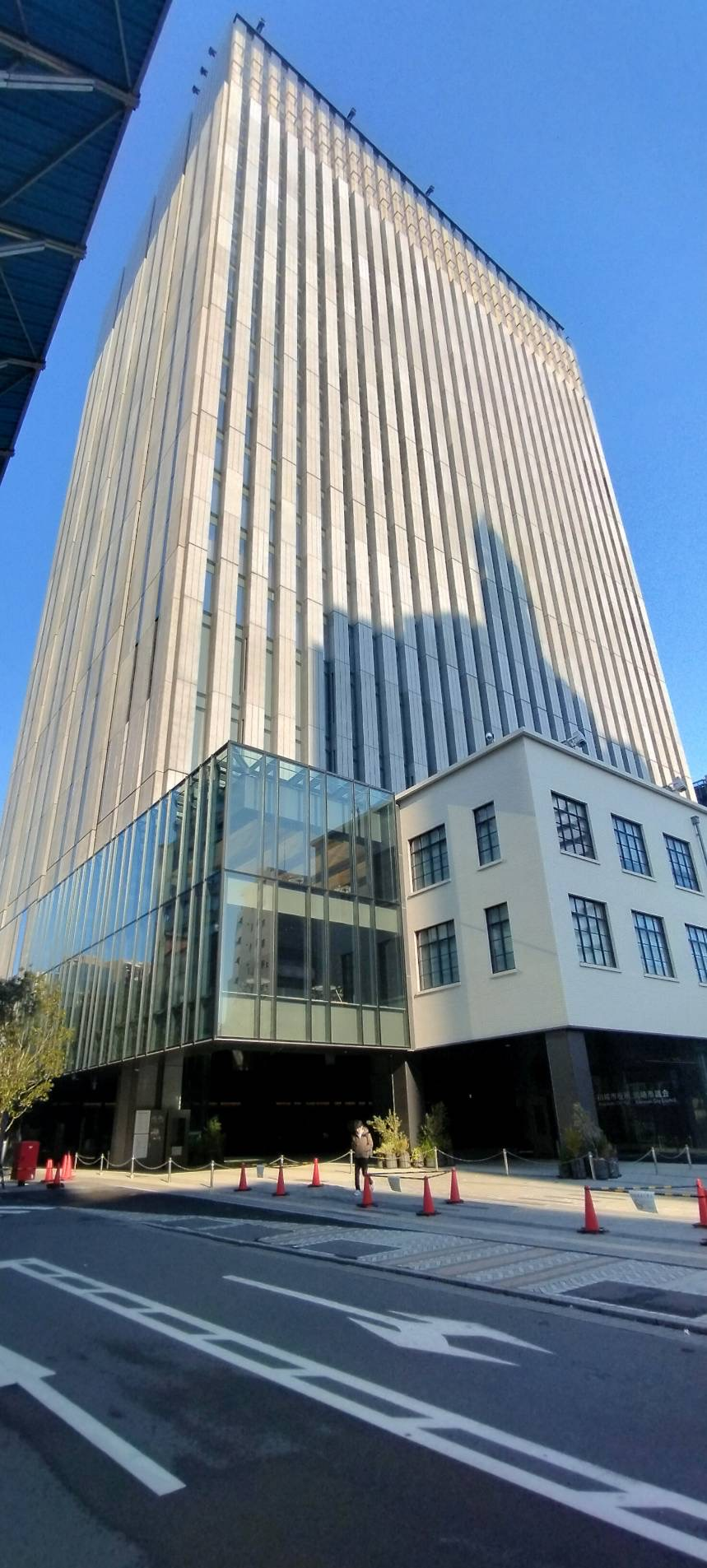
川崎市 新本庁舎

- 2024年（令和6年）7月1日 - 市政100周年を迎える。

### 行政区域の変遷
- 1924年7月1日：橘樹郡川崎町、御幸村、大師町が合併して市制施行。
- 1927年4月1日：橘樹郡田島町を編入。
- 1933年8月1日：橘樹郡中原町を編入。
- 1937年4月1日：橘樹郡高津町及び日吉村の一部を編入。日吉村の一部は横浜市に編入。
- 1937年6月1日：橘樹郡橘村を編入。
- 1938年10月1日：橘樹郡稲田町、向丘村、宮前村及び生田村を編入。橘樹郡が消滅。
- 1939年4月1日：都筑郡柿生村及び岡上村を編入。都筑郡が消滅。
- 1975年2月15日：横浜市港北区日吉町字新川向の一部（矢上川左岸）を編入、川崎市幸区南幸町3丁目の一部（尻手駅西側）を横浜市に編入。埋立地以外で現在の市境が確定。

この他、明治以降の埋め立ての進行で市域は海に向かって拡大している。

## 政治

### 行政

#### 市長
- 市長 : 福田紀彦（ふくだ のりひこ） （2013年11月19日就任、3期目）
- 市制記念日 : 7月1日

歴代首長
- 官選市長[62]
  - 石井泰助：1924年10月18日 - 1929年3月11日
  - 春藤嘉平：1929年3月2日 - 1930年11月11日
  - 百済文輔：1931年8月22日 - 1932年6月27日
  - 中屋重治：1932年8月13日 - 1935年3月27日
  - 芝辻一郎：1935年9月14日 - 1939年9月13日
  - 村井八郎：1940年5月13日 - 1944年5月12日
  - 江辺清夫：1944年5月23日 - 1946年6月10日
- 公選市長
  - 金刺不二太郎：1946年8月1日 - 1971年4月29日
  - 伊藤三郎：1971年4月30日 - 1989年
  - 高橋清：1989年 - 2001年
  - 阿部孝夫：2001年 - 2013年
  - 福田紀彦：2013年 - 現在

#### 役所
- 川崎市役所

### 議会

#### 市議会
- 定数：60名
- 任期：2023年（令和5年）5月3日〜2027年（令和9年）5月2日
- 議長：青木功雄（自由民主党、5期）
- 副議長：岩隈千尋（みらい、5期）

| 会派名                                     | 議席数 | 議員名（◎は団長） |
| ------------------------------------------ | ------ | --- |
| 自由民主党川崎市議会議員団                 | 17     | ◎原典之（中原区）、各務雅彦（多摩区）、上原正裕（多摩区）、青木功雄（高津区）、浅野文直（宮前区）、石田康博（宮前区）、大島明（高津区）、加藤孝明（幸区）、嶋崎嘉夫（川崎区）、末永直（中原区）、野田雅之（幸区）、橋本勝（多摩区）、本間賢次郎（川崎区）、松原成文（中原区）、矢沢孝雄（宮前区）、山崎直史（麻生区）、山田瑛里（川崎区） |
| みらい川崎市議会議員団                     | 14     | ◎堀添健（高津区）、木庭理香子（麻生区）、押本吉司（中原区）、林敏夫（川崎区）、雨笠裕治（麻生区）、井土清貴（中原区）、岩隈千尋（高津区）、織田勝久（宮前区）、嶋凌汰（幸区）、嶋田 和明（多摩区）、鈴木朋子（麻生区）、高橋美里（中原区）、田倉俊輔（多摩区）、長谷川智一（川崎区）                                                      |
| 公明党川崎市議会議員団                     | 11     | ◎浜田昌利（川崎区）、田村伸一郎（宮前区）、河野ゆかり（多摩区）、浦田大輔（川崎区）、枝川舞（幸区）、川島雅裕（中原区）、かわの忠正（幸区）、工藤礼子（宮前区）、春孝明（高津区）、平山浩二（高津区）、柳沢優（麻生区） |
| 日本共産党川崎市議会議員団                 | 8      | ◎宗田裕之（高津区）、井口真美（多摩区）、渡辺学（幸区）、石川建二（宮前区）、市古次郎（中原区）、後藤真左美（川崎区）、小堀祥子（高津区）、齋藤温（麻生区） |
| あしたの川崎・日本維新の会川崎市議会議員団 | 5      | ◎岩田英高（高津区）、仁平克枝（川崎区）、高戸友子（宮前区）、那須野純花（幸区）、重冨達也（中原区） |
| 無所属                                     | 5      | 月本琢也（麻生区）、吉沢章子（多摩区）、三宅隆介（多摩区）、飯田満（宮前区）、三浦恵美（中原区） |

#### 県議会
神奈川県議会（川崎市選出）
- 定数：18名
- 任期：2023年（令和5年）4月30日〜2027年（令和9年）4月29日

| 選挙区 | 氏名           | 会派名                                       |
| ------ | -------------- | -------------------------------------------- |
| 川崎区 | 杉山信雄       | 自由民主党神奈川県議会議員団                 |
| 川崎区 | 西村くにこ     | 公明党神奈川県議会議員団                     |
| 川崎区 | 栄居学         | 立憲民主党・かながわクラブ神奈川県議会議員団 |
| 幸区   | 田中徳一郎     | 自由民主党神奈川県議会議員団                 |
| 幸区   | 市川よし子     | 立憲民主党神奈川県議会議員団                 |
| 中原区 | 川本学         | 自由民主党神奈川県議会議員団                 |
| 中原区 | たきた孝徳     | 立憲民主党・かながわクラブ神奈川県議会議員団 |
| 中原区 | 松川正二郎     | 日本維新の会神奈川県議会議員団               |
| 高津区 | 小川久仁子     | 自由民主党神奈川県議会議員団                 |
| 高津区 | 斉藤たかみ     | 立憲民主党・かながわクラブ神奈川県議会議員団 |
| 高津区 | 日浦和明       | 日本維新の会神奈川県議会議員団               |
| 宮前区 | 持田文男       | 自由民主党神奈川県議会議員団                 |
| 宮前区 | 添田勝         | 日本維新の会神奈川県議会議員団               |
| 宮前区 | 柳瀬吉助       | 立憲民主党神奈川県議会議員団                 |
| 多摩区 | 土井りゅうすけ | 自由民主党神奈川県議会議員団                 |
| 多摩区 | 青山圭一       | 立憲民主党・かながわクラブ神奈川県議会議員団 |
| 麻生区 | 石川裕憲       | かながわ未来神奈川県議会議員団               |
| 麻生区 | 小林武史       | 自由民主党神奈川県議会議員団                 |

#### 衆議院
神奈川県第9区
- 選挙区：神奈川9区（川崎市多摩区・麻生区)
- 任期：2024年10月28日 -
- 投票日：2024年10月27日
- 当日有権者数：334,221人
- 投票率：57.98％

| 当落 | 候補者名 | 年齢 | 所属党派     | 新旧別 | 得票数   | 得票率 | 重複 |
| ---- | -------- | ---- | ------------ | ------ | -------- | ------ | ---- |
| 当   | 笠浩史   | 59   | 立憲民主党   | 前     | 93,878票 | 49.58% | ○    |
|      | 中山展宏 | 56   | 自由民主党   | 前     | 52,358票 | 27.65% | ○    |
|      | 吉田大成 | 54   | 日本維新の会 | 新     | 24,283票 | 12.82% | ○    |
|      | 赤石博子 | 63   | 日本共産党   | 新     | 18,835票 | 9.95%  |      |

神奈川県第10区
- 選挙区：神奈川10区（川崎市川崎区・幸区)
- 任期：2024年10月28日 -
- 投票日：2024年10月27日
- 当日有権者数：330,442人
- 投票率：51.73％

| 当落 | 候補者名 | 年齢 | 所属党派     | 新旧別 | 得票数   | 得票率 | 重複 |
| ---- | -------- | ---- | ------------ | ------ | -------- | ------ | ---- |
| 当   | 田中和徳 | 75   | 自由民主党   | 前     | 57,380票 | 34.65% |      |
| 比当 | 金村龍那 | 45   | 日本維新の会 | 前     | 51,121票 | 30.87% | ○    |
|      | 鈴木光貴 | 42   | 立憲民主党   | 新     | 39,409票 | 23.80% | ○    |
|      | 片柳進   | 47   | 日本共産党   | 新     | 17,700票 | 10.69% |      |

神奈川県第18区
- 選挙区：神奈川18区（川崎市中原区・高津区)
- 任期：2024年10月28日 -
- 投票日：2024年10月27日
- 当日有権者数：413,241人
- 投票率：55.99％

| 当落 | 候補者名   | 年齢 | 所属党派     | 新旧別 | 得票数   | 得票率 | 重複 |
| ---- | ---------- | ---- | ------------ | ------ | -------- | ------ | ---- |
| 当   | 宗野創     | 31   | 立憲民主党   | 新     | 68,632票 | 30.72% |      |
| 比当 | 西岡義高   | 47   | 国民民主党   | 新     | 52,596票 | 23.54% | ○    |
| 比当 | 山際大志郎 | 56   | 自由民主党   | 前     | 52,593票 | 23.54% | ○    |
|      | 横田光弘   | 66   | 日本維新の会 | 新     | 27,727票 | 12.41% | ○    |
|      | 君嶋千佳子 | 74   | 日本共産党   | 新     | 21,898票 | 9.80%  |      |

神奈川県第19区
- 選挙区：神奈川19区（川崎市宮前区・横浜市都筑区)
- 任期：2024年10月28日 -
- 投票日：2024年10月27日
- 当日有権者数：368,832人
- 投票率：57.05％

| 当落 | 候補者名   | 年齢 | 所属党派     | 新旧別 | 得票数   | 得票率 | 重複 |
| ---- | ---------- | ---- | ------------ | ------ | -------- | ------ | ---- |
| 当   | 草間剛     | 42   | 自由民主党   | 新     | 64,315票 | 31.34% | ○    |
|      | 佐藤喬     | 42   | 立憲民主党   | 前     | 50,857票 | 24.78% | ○    |
| 比当 | 深作ヘスス | 39   | 国民民主党   | 新     | 50,578票 | 24.64% | ○    |
|      | 添田勝     | 46   | 日本維新の会 | 新     | 25,630票 | 12.49% | ○    |
|      | 横関克弘   | 71   | 日本共産党   | 新     | 9,008票  | 4.39%  |      |
|      | 木吉小百合 | 69   | 無所属       | 新     | 4,859票  | 2.37%  | ×    |

比例代表
| 政党名称 | 政党名称     | 得票数        | 得票率 |
| -------- | ------------ | ------------- | ------ |
|          | 自由民主党   | 151,622票     | 21.88% |
|          | 立憲民主党   | 143,874.515票 | 20.76% |
|          | 国民民主党   | 116,512.478票 | 16.81% |
|          | 日本維新の会 | 073,847票     | 10.66% |
|          | 公明党       | 062,658票     | 9.04%  |
|          | 日本共産党   | 051,003票     | 7.36%  |
|          | れいわ新選組 | 043,305票     | 6.25%  |
|          | 参政党       | 021,769票     | 3.14%  |
|          | 日本保守党   | 018,767票     | 2.71%  |
|          | 社会民主党   | 009,675票     | 1.40%  |

## 官公庁・施設

### 裁判所
裁判所
- 横浜地方裁判所川崎支部
- 横浜家庭裁判所川崎支部
- 川崎簡易裁判所

### 法務省
検察庁
- 横浜地方検察庁 川崎支部
- 川崎区検察庁

### 施設

#### 警察
本部
- 神奈川県警察川崎市警察部
- 神奈川県警察高速道路交通警察隊

警察署
- 神奈川県川崎警察署
- 神奈川県川崎臨港警察署
- 神奈川県幸警察署
- 神奈川県中原警察署
- 神奈川県高津警察署
- 神奈川県多摩警察署
- 神奈川県宮前警察署
- 神奈川県麻生警察署

#### 消防
本部
- 川崎市消防局

#### 図書館
- 川崎市立図書館
  - 川崎図書館 - 最寄り駅は川崎駅。
    - 田島分館 - 川崎駅などからバス利用。
    - 大師分館 - 最寄り駅は川崎大師駅。

  - 幸図書館 - 最寄り駅は矢向駅（徒歩15 - 20分）[注釈 2]。
    - 日吉分館 - 最寄り駅は新川崎駅。

  - 中原図書館 - 最寄り駅は武蔵小杉駅。
  - 高津図書館 - 最寄り駅は高津駅。
    - 橘分館 - 武蔵新城駅や溝の口駅（武蔵溝ノ口駅）などからバス利用。

  - 宮前図書館 - 最寄り駅は宮前平駅。
  - 多摩図書館 - 最寄り駅は向ヶ丘遊園駅。
    - 菅閲覧所 - 最寄り駅は京王稲田堤駅。

  - 麻生図書館 - 最寄り駅は新百合ヶ丘駅。
    - 柿生分館 - 最寄り駅は柿生駅。
- 神奈川県立川崎図書館 - 「科学と産業の情報ライブラリー」。KSP（かながわサイエンスパーク）内。最寄駅は溝の口駅、武蔵溝ノ口駅（徒歩15分、無料シャトルバス5分）。

#### 運動施設
野球場

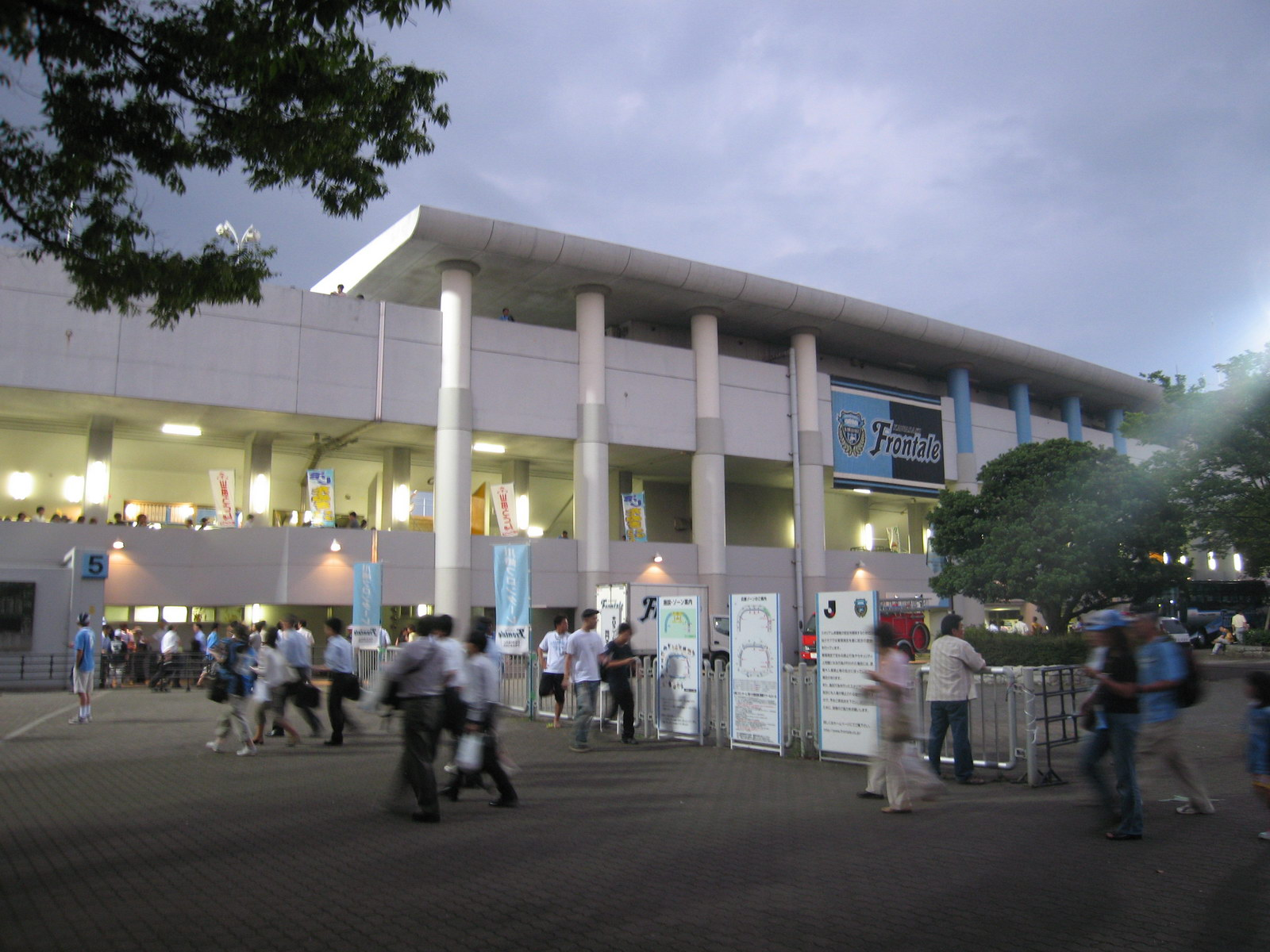
等々力陸上競技場

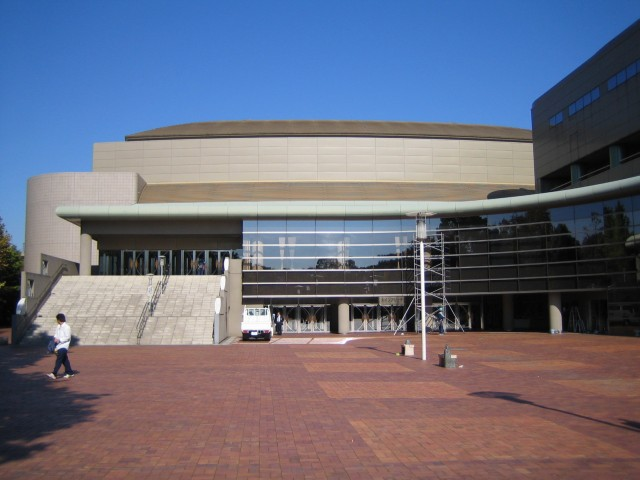
とどろきアリーナ

- 川崎市等々力球場 - 中原区等々力緑地内。収容人員5000人。照明設備もあり、高校野球の地方予選やアメリカンフットボールの公式戦などが開催される。
- 川崎市多摩川丸子橋硬式野球場 - 中原区上丸子天神町。観客席・照明設備なし。旧日本ハム球団多摩川グランド跡地を市が買い取って再オープン。
- 読売ジャイアンツ球場 - 多摩区菅仙谷。収容人員4000人。東京都稲城市との都県境に位置する読売ジャイアンツの練習場兼2軍本拠地である。
- 川崎富士見球技場 - 川崎区富士見公園内。川崎球場（開場当初は川崎スタヂアム）として1952年に開場し、長年の間、野球場であった。1954年-1991年はプロ野球球団（1977年まで大洋ホエールズ（現在の横浜DeNAベイスターズ）1978年以降ロッテオリオンズ（現在の千葉ロッテマリーンズ））の本拠地として使用（後述）。2001年に既設スタンドを取り壊し、球技場となり、現在は軟式野球のほかアメリカンフットボールや各種イベントに使用。2014年4月1日に現名称となる。

陸上競技場・サッカー場
- 等々力陸上競技場 - 中原区等々力緑地内。収容人員2万5000人。1964年に開場し、1993年からは数度の改修を経ながら川崎フロンターレの本拠地として使用。日本陸連の1種公認競技場としても各種競技会で使用。
- 古市場陸上競技場 - 幸区古市場。1周400mのアンツーカートラック。多摩川の河川敷にある。

ゴルフ場
- 川崎国際生田緑地ゴルフ場 - 多摩区の丘陵地帯。1952年に川崎国際カントリークラブとして開設、1992年に川崎市公園緑地協会の管理に移りパブリックコースに。

屋内施設
- 川崎市体育館 - 川崎区の市街地内。1956年開設。プロレスの興行（試合）等が開催される。川崎駅東口から徒歩20分ほど。
- 川崎市とどろきアリーナ - 中原区等々力緑地内。バレーボールの国際試合を含む各種屋内競技やコンサート等が開催される。
- ヨネッティー王禅寺- ごみ焼却場の余熱を利用した麻生区にある温水プール。
- スタジオ246

## 対外関係

### 姉妹都市･提携都市

#### 海外
姉妹都市
- リエカ市（クロアチア共和国）- 1977年6月23日締結
- ボルチモア市（アメリカ合衆国）- 1979年6月14日締結
- 瀋陽市（中華人民共和国）- 1981年8月18日締結
- ウロンゴン市（オーストラリア連邦）- 1988年5月18日締結
- シェフィールド市（イギリス連合王国）- 1990年7月30日締結
- ザルツブルク市（オーストリア共和国）- 1992年4月17日締結
- リューベック市（ドイツ連邦共和国）- 1992年5月12日締結
- ダナン市（ベトナム社会主義共和国） - 1994年1月24日締結
- 富川市（大韓民国）- 1996年10月21日締結

#### 国内
姉妹都市
- 中標津町（北海道） - 1992年7月9日締結
- 富士見町（長野県） - 1993年4月22日締結
- 那覇市（沖縄県） - 1996年5月20日締結

その他
- 全国門前町サミット - 全国の神社仏閣を中心に発展してきた門前町を有する自治体・観光協会・商業関係者などが集まり地域活性、街作り推進のため開催する会議。

### 姉妹港･提携港
友好港
- ダナン港（ベトナム社会主義共和国）- 1994年1月24日締結

## 経済

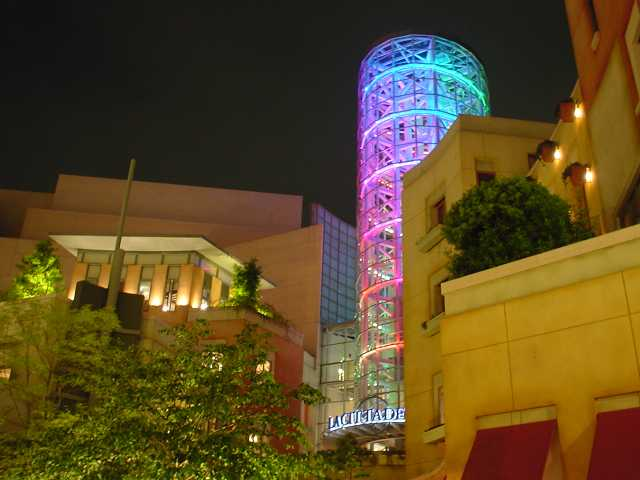
チネチッタ

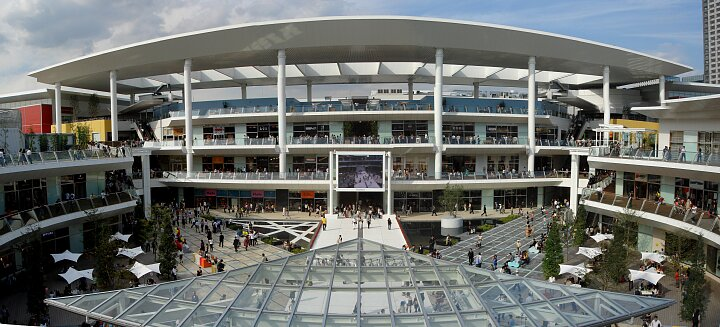
ラゾーナ川崎プラザ

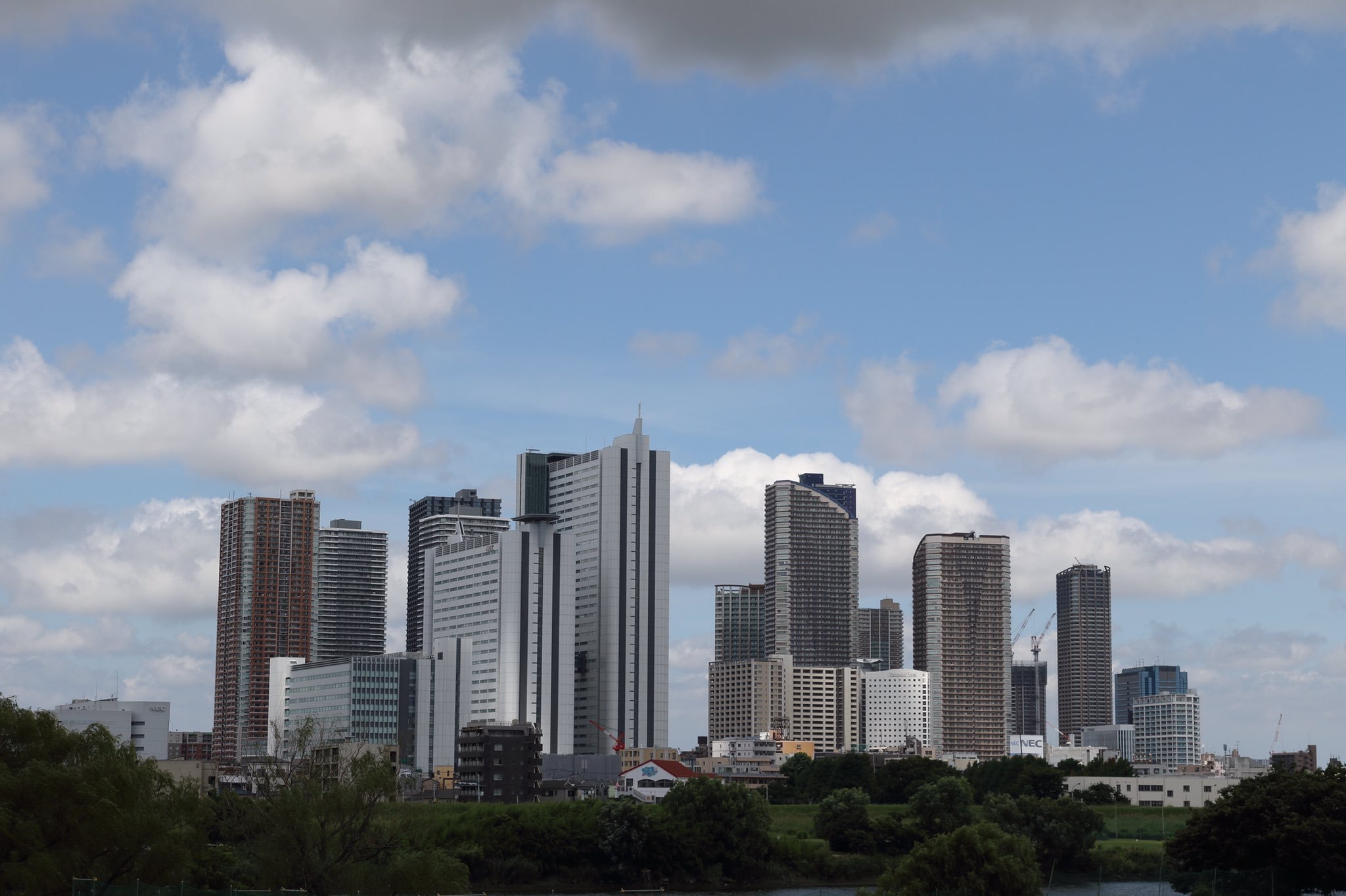
武蔵小杉

### 第一次産業

#### 農業
江戸時代初期の二ヶ領用水の整備で、多摩川流域での水田開発が拡大し、農業生産力が向上した。また江戸時代以降、大消費地江戸に近い立地を利用して果樹栽培が営まれ、宿河原の桃や王禅寺の柿が知られた。中でも多摩川梨は明治20年代に新品種として長十郎が発見され、その栽培は全国に普及していった。しかし、その発見地である臨海部での果樹栽培は大正以降の工業開発によって失われた。内陸部でも、戦後は都市化の進行により急速に農地が減少した。現在は市の施策などで伝統的な名産品の復興などに力が注がれている。

### 第二次産業

#### 工業
京浜工業地帯の中にあり、明治時代の産業革命以降は重工業が発展した。特に昭和前期に臨海部での大規模な埋め立てが行われ、製鉄所や化学工場、機械・電機工業などの建設が進んだ。日本鋼管（現JFEスチール）、富士通、日本電気、東芝などの大規模工場と、それに関連する中小工場が多数建設され、現在に至っている。
近年では、先端技術の研究所なども多く立地する。かわさきマイコンシティ、かながわサイエンスパークの建設などもこれを促進している。一方臨海部の工業地帯では重化学工業不振からの再生が企画される一方、産業遺産としての保護も進められている。また、市では羽田空港の神奈川口整備を見越して、臨空型の工業整備を意図している。

### 第三次産業

#### 商業
川崎駅東口には地下街「アゼリア」、西口には「ラゾーナ川崎」が立地し、川崎駅周辺商業地の中核となっている。その他、特殊な例として近世からの歴史を持つ関東No.2の風俗街である堀之内と南町がある。川崎市の副都心として、溝の口駅には「丸井」、新百合ヶ丘駅には、「イオン」、「エルミロード」、「オーパ」などの商業施設が建設されている。また第三都心として、武蔵小杉駅も横須賀線の駅が出来たことで都市化が進んでいる。他、住宅地が多いため、中小規模の商店街やスーパーマーケットなどは市内全域で見られる。
しかし、2015年5月31日に百貨店のさいか屋川崎店が閉店したことで、日本全国の政令指定都市の中で唯一百貨店が存在しない都市となった。日本百貨店協会加盟店としてそごう・西武が小型店をその前年に開業させたものの、売上が思わしくなく3年足らずの2017年8月27日には閉店となった。さいか屋がその後ホテル内に開業させた小型店は協会加盟店ではない。
近年は芸術関係での産業振興に力を入れており、川崎駅周辺でのチネチッタプロジェクトやミューザ川崎の建設、麻生区では、新百合ヶ丘駅付近への昭和音楽大学、日本映画大学の誘致や、川崎市アートセンターの建設、KAWASAKIしんゆり映画祭の開催などが進められている。なかでも2004年（平成16年）にミューザ川崎がオープンした後に川崎市は「音楽のまち・かわさき」を推進している。

### 市内に拠点を置く企業

#### 本社・本店を置く企業
- アジア航測（麻生区）
- 味の素食品（川崎区）
- 味の素ファインテクノ（川崎区）
- 麻生フオームクリート（中原区）
- 泉屋東京店（高津区）
- SWCC（川崎区）
- NKKスイッチズ（高津区）
- 小田急商事（麻生区）
- オンコセラピー・サイエンス（川崎区）
- 川崎信用金庫（川崎区）
- 川崎鶴見臨港バス（川崎区）
- 川崎フロンターレ（高津区）
- キヤノンアネルバ（麻生区）
- 黒田精工（幸区）
- さいか屋（川崎区）
- シグマ（麻生区）
- 城南進学研究社（川崎区）
- 杉本電機産業（川崎区）
- 多摩電子工業（麻生区）
- ディーアンドエムホールディングス（川崎区）
- TVS REGZA（幸区）
- デイ・シイ（川崎区）
- 帝国通信工業（中原区）
- 電元社製作所（多摩区）
- 東亜石油（川崎区）
- 東急テクノシステム（中原区）
- 東京応化工業（中原区）
- 東計電算（中原区）
- 東芝（幸区）
- 東芝エレベータ（幸区）
- 東芝ライフスタイル（幸区）
- 東横化学（中原区）
- トキコシステムソリューションズ（川崎区）
- 日本原料（川崎区）
- 日本工業検査（川崎区）
- 日本冶金工業（川崎区）
- 日本鋳造（川崎区）
- 日本トイザらス（幸区）
- パシオス（川崎区）
- ピットロード（高津区）
- ファルテック（幸区）
- 不二サッシ（幸区）
- 富士通（中原区）
- 富士通ゼネラル（高津区）
- 富士通ネットワークソリューションズ（幸区）
- 富士電機E&C（幸区）
- プレス工業（川崎区）
- 文教堂（高津区）
- 三木プーリ（中原区）
- ミツトヨ（高津区）
- 三菱化工機（川崎区）
- 三菱ふそうトラック・バス（中原区）
- ヨネヤマ（川崎区）
- ロピア（幸区）
- 和幸商事（幸区）

#### 企業拠点・工場・研究所等
- 旭化成川崎製造所（川崎区）
- 味の素川崎工場、食品研究所（川崎区）
- ENEOS[注釈 10]川崎製油所、川崎事業所（川崎区）
- 花王川崎工場（川崎区）
- キヤノン矢向事業所、川崎事業所（幸区）、玉川事業所（高津区）、小杉事業所（中原区）
- サントリー商品開発センター（中原区）
- JFEスチール東日本製鉄所/京浜地区（川崎区）
- JERA東扇島火力発電所、川崎火力発電所（川崎区）
- デル川崎ラボラトリ（幸区）
- 日油川崎事業所（川崎区）
- 日本触媒川崎製造所（川崎区）
- 日本テレビ生田スタジオ（多摩区）
- 日本電気玉川事業場、中央研究所（中原区）
- 日本ロレアルリサーチ＆イノベーションセンター（高津区）
- 日立製作所アプリケーションサービス事業部（幸区）
- 富士電機川崎工場（川崎区）
- レゾナック川崎事業所（川崎区）

## 情報・生活

### マスメディア

#### 新聞社
- 神奈川新聞社 川崎総局
- 朝日新聞社 川崎支局
- 毎日新聞社 川崎支局
- 読売新聞東京本社 川崎支局
- 中日新聞東京本社（東京新聞） 川崎支局

#### 地上波放送
- 関東広域圏、神奈川県域、東京都域、埼玉県域、千葉県域の各ラジオ・テレビジョン放送が川崎市の全域または大部分で受信可能。
- かわさき市民放送（かわさきFM） - 川崎市（中原区）を放送エリアとするコミュニティ放送。
- FM大師 - 川崎区を放送エリアとするコミュニティ放送。

### ライフライン

#### 電力
- 東京電力

#### ガス
- 東京ガス

#### 上下水道
インフラ整備の状況
- 下水道普及率:99.5%（平成29年度末[65]）

#### 電信
NTT東日本川崎支店
- 市外局番は市内全域で044（川崎MA）が用いられる。
  - 川崎市内ならびに町田市の一部（三輪町・三輪緑山）と市内料金での通話が可能である。

## 教育

### 大学
- 川崎市立看護大学
- 慶應義塾大学 新川崎タウンキャンパス
- 聖マリアンナ医科大学
- 専修大学 生田キャンパス
- 洗足学園音楽大学
- 田園調布学園大学
- 明治大学 生田キャンパス
- 昭和音楽大学
- 日本映画大学
- グローバルBiz専門職大学

### 短期大学
- 川崎市立看護短期大学
- 洗足こども短期大学
- 昭和音楽大学短期大学部

#### 専修学校
準公立
- 日本溶接構造専門学校

私立
- 聖マリアンナ医科大学看護専門学校
- 高津看護専門学校
- 関東美容専門学校
- 外語ビジネス専門学校
- 日本映画学校
- 米山ファッション・ビジネス専門学校

### 高等学校
県立
- 神奈川県立川崎高等学校
- 神奈川県立大師高等学校
- 神奈川県立川崎工科高等学校
- 神奈川県立新城高等学校
- 神奈川県立住吉高等学校
- 神奈川県立川崎北高等学校
- 神奈川県立生田高等学校
- 神奈川県立生田東高等学校
- 神奈川県立菅高等学校
- 神奈川県立多摩高等学校
- 神奈川県立向の岡工業高等学校
- 神奈川県立百合丘高等学校
- 神奈川県立麻生高等学校
- 神奈川県立麻生総合高等学校

市立高校
- 川崎市立川崎高等学校※中高併設
- 川崎市立幸高等学校
- 川崎市立川崎総合科学高等学校
- 川崎市立橘高等学校
- 川崎市立高津高等学校

私立高等学校
- 大西学園高等学校※中高併設
- カリタス女子高等学校※中高併設
- 洗足学園高等学校※中高併設
- 桐光学園高等学校※中高併設
- 日本女子大学附属高等学校※中高併設
- 法政大学第二中学校・高等学校※中高併設

### 中高一貫校
市立高等学校を併設する市立中学校
- 川崎市立川崎高等学校附属中学校

私立高等学校を併設する私立中学校
- 大西学園中学校
- カリタス女子中学校
- 洗足学園中学校
- 桐光学園中学校
- 日本女子大学附属中学校
- 法政大学第二中学校

### 特別支援学校
- 川崎市立田島支援学校
- 川崎市立中央支援学校
- 神奈川県立中原養護学校
- 神奈川県立麻生養護学校
- 神奈川県立高津養護学校
- 川崎市立聾学校

### 各種学校
- 川崎朝鮮初中級学校（朝鮮学校）
- 南武朝鮮初級学校（朝鮮学校）
- ヤマハ音楽院

### 学校教育以外の教育施設
自動車教習所
- KANTOモータースクール溝ノ口校
- KANTOモータースクール川崎校
- 飛鳥ドライビングカレッジ川崎
- 向ヶ丘自動車学校

### 職業訓練
- 公共職業能力開発施設
  - 神奈川県立川崎高等職業技術校（平成20年3月に閉校）
  - 神奈川県立川崎高等職業技術校 京浜分校（平成20年3月に閉校）
- 認定職業訓練施設
  - 日本電気工業技術短期大学校（平成9年に廃止）
  - 川崎建築高等職業訓練校
  - 川崎北部建職高等職業訓練校
  - 東京スキルアップ専門学院

## 交通

### 空路

#### 空港
市内に空港はないが、多摩川を隔てて隣接している東京都大田区に東京国際空港（羽田空港、IATAコード:HND）がある。同空港の再拡張工事にともなって川崎区殿町地区を空港周辺区域「キングスカイフロント」として整備する計画が現在進められており、空港の「神奈川口」としてキングスカイフロントと羽田グローバルウイングズを結ぶ多摩川スカイブリッジが2022年3月に開通し実用に供されている。
東京国際空港へのアクセス
- 鉄道
  - 京急本線（京急空港線へ直通運転あり）
- バス
  - 新百合ヶ丘駅（直行）
  - 武蔵小杉駅横須賀線口（直行）
  - 川崎駅東口（一般路線バス）

成田国際空港へのアクセス
- 鉄道
  - 京急本線（都営浅草線・京成線へ直通運転あり）
  - JR東日本横須賀線（直通運転あり）
- バス
  - 新百合ヶ丘駅（直行）

### 鉄道

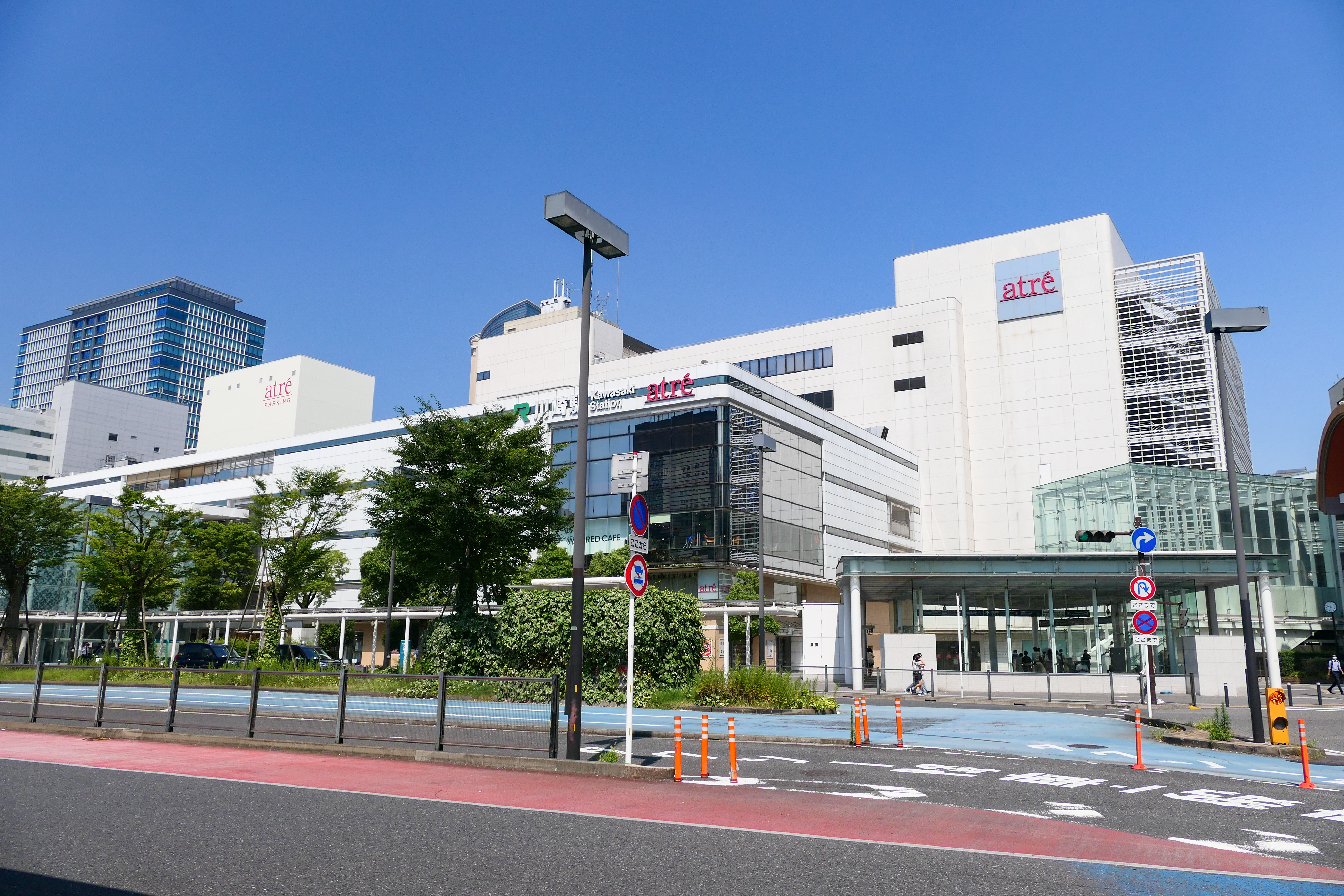
中心駅となるJR川崎駅

#### 新幹線
東海旅客鉄道（JR東海）
東海道新幹線が品川駅 -  新横浜駅間を通過するが、駅はない。

#### 在来線
東日本旅客鉄道（JR東日本）
 東海道本線
- - 川崎駅 - ※特急列車は「踊り子」号が停車する。

 京浜東北線
- - 川崎駅 -

 南武線
- 川崎駅 - 尻手駅 - （この間の矢向駅は横浜市鶴見区）- 鹿島田駅 - 平間駅 - 向河原駅 - 武蔵小杉駅 - 武蔵中原駅 - 武蔵新城駅 - 武蔵溝ノ口駅 - 津田山駅 - 久地駅 - 宿河原駅 - 登戸駅 - 中野島駅 - 稲田堤駅 -

  南武線支線
- 尻手駅 - 八丁畷駅 - 川崎新町駅- 小田栄駅 - 浜川崎駅

 鶴見線
- - 武蔵白石駅 - 浜川崎駅 - 昭和駅 - 扇町駅

  鶴見線大川支線
- - 大川駅

 横須賀線、 湘南新宿ライン
- - 武蔵小杉駅 - 新川崎駅  -

相鉄線直通
- - 武蔵小杉駅 -

 武蔵野線
- - （貨）梶ヶ谷貨物ターミナル駅 -

斜体で示した駅は、JRの特定都区市内制度の「横浜市内」駅として扱われる。
- 京浜東北線、横須賀線、湘南新宿ライン、相鉄線直通は運転系統上の名称であり、線路名称上は東海道本線に属する。

#### 私鉄
京王電鉄（京王）
 相模原線
- - 京王稲田堤駅 - （この間の京王よみうりランド駅 - 稲城駅は稲城市） - 若葉台駅 -

小田急電鉄（小田急）
 小田原線
- - 登戸駅 - 向ヶ丘遊園駅 - 生田駅 - 読売ランド前駅 - 百合ヶ丘駅 - 新百合ヶ丘駅 - 柿生駅 -

 多摩線
- 新百合ヶ丘駅 - 五月台駅 - 栗平駅 - 黒川駅 - はるひ野駅 -

京浜急行電鉄（京急）
 本線
- - 八丁畷駅 - 京急川崎駅 -

 大師線（全線）
- 京急川崎駅 - 港町駅 - 鈴木町駅 - 川崎大師駅 - 東門前駅 - 大師橋駅 - 小島新田駅

東急電鉄（東急）
 東横線
- - 新丸子駅 - 武蔵小杉駅 - 元住吉駅 -

 目黒線
- - 新丸子駅 - 武蔵小杉駅 - 元住吉駅 -

 田園都市線
- - 二子新地駅 - 高津駅 - 溝の口駅 - 梶が谷駅 - 宮崎台駅 - 宮前平駅 - 鷺沼駅 -

 大井町線
- - （二子新地駅） - （高津駅） - 溝の口駅

##### 主要駅
- 川崎駅・京急川崎駅 - アトレ川崎、川崎アゼリア、ヨドバシカメラ、川崎ルフロン、川崎モアーズ、川崎DICE、ラ チッタデッラ、ミューザ川崎、LAZONA川崎、川崎ZERO GATE、カルッツかわさき
- 武蔵小杉駅 - グランツリー武蔵小杉、ららテラス武蔵小杉、武蔵小杉東急スクエア、foodium武蔵小杉、イトーヨーカドー、マルエツ
- 武蔵中原駅 – エポックなかはら
- 武蔵溝ノ口駅・溝の口駅 - マルイファミリー溝口、NOCTY、ドン・キホーテ、イトーヨーカドー、マルエツ、文教堂書店溝ノ口本店
- 鷺沼駅 - フレル
- 稲田堤駅・京王稲田堤駅 - 京王ストア、啓文堂書店、fuji、ゆりストア、ユーコープ
- 若葉台駅 - 京王リトナード
- 登戸駅・向ヶ丘遊園駅  - 川崎市立多摩病院、ライフコーポレーション
- 新百合ヶ丘駅 - イオン（イオン、イオンシネマズ等）、エルミロード（イトーヨーカドーなど）、OPA、小田急OX

### 索道
- よみうりランドゴンドラリフト （スカイシャトル）: （京王口ステイションは稲城市） - 山頂ステイション

#### 廃止路線
- 川崎市交通局
  - 川崎市電（廃止） : 現在の京急川崎駅前から臨海部の工場地帯にかけて路線があった。1944年開業、1969年全廃[注釈 13]。
  - トロリーバス（廃止） : 川崎駅前から臨海部の水江町まで運行。1951年開業、1967年廃止。
- 小田急電鉄（小田急）
  - 小田急向ヶ丘遊園モノレール（廃止） : 向ヶ丘遊園駅 - 向ヶ丘遊園正門駅。1966年開業、2000年廃止。
- よみうりランドモノレール : 1964年1月1日開業、1978年11月30日廃止。[注釈 14]

#### 計画中の路線
- 横浜市営地下鉄ブルーライン : あざみ野駅 から 新百合ヶ丘駅に路線を延伸（横浜市交通局）。
- 中央新幹線 : 市内の地下を通過する予定。市内に駅は設けられないが、等々力非常口・梶ケ谷非常口・犬蔵非常口・東百合丘非常口・片平非常口が設けられる[68]。

#### 計画中止となった路線
- 川崎縦貫高速鉄道 : 1960年代より都市交通の骨格として政府の答申で必要性が謳われ、2000年の運輸政策審議会答申第18号では「目標年次（2015年）までに開業することが適当である路線」 (A1) に位置づけられた。2001年には川崎市が鉄道事業許可を取得し環境アセスメント調査まで実施していたが、当時の厳しい経済環境を反映して着工が延期された。しかし、川崎市の大型公共施設が集積する等々力緑地、及び横須賀線新駅の建設が決まり交通結節点として重要度が増した武蔵小杉駅を経由するルートに変更する事にし、既に取得した鉄道事業認可を一旦返上。目下、新ルールでの事業認可に向けた調整が行われていた。

#### 構想中の路線
- 東海道貨物線 : 既存の東海道貨物線を旅客化し、南武支線川崎駅-浜川崎間に路線を新設(川崎アプローチ線)。

### バス

#### 路線バス
川崎市バスがほぼ全域で運行されているほか、概ね臨港バスが臨海部から東横線周辺まで、東急バスが川崎駅から小田急線まで、小田急バスが小田急沿線でそれぞれ運行している。また、横浜市営バスが川崎駅西口に、神奈川中央交通が黒川と岡上地区に、京浜急行バスが武蔵小杉駅に乗り入れてくる。
乗車方法は前乗り後降り先払い方式、運賃は均一制である。2025年3月現在の均一運賃は220円（現金、IC同額）だが、民営バスは事業者毎に均一運賃額が異なる。また、民営バスで東京都区内、東京多摩地区または横浜市内にまたがって運行する路線は、乗車時に事前に降車停留所を申告して運賃を支払う多区間制を採っている。なお、神奈川中央交通の路線は鶴21系統（鶴川駅 - 若葉台駅）で乗車方法が中乗り前降り後払い方式で、運賃は整理券を用いた区間制である。すべての路線においてPASMO・Suica（非接触型ICカード）が利用できる。
- 川崎市交通局 : 上平間営業所・塩浜営業所・井田営業所・鷲ヶ峰営業所・鷲ヶ峰営業所菅生車庫
- 川崎鶴見臨港バス : 神明町営業所・塩浜営業所・浜川崎営業所
- 京浜急行バス : 新子安営業所※・羽田営業所※
- 東急バス : 高津営業所・虹が丘営業所・荏原営業所※・新羽営業所※・青葉台営業所※・東山田営業所※
- 小田急バス : 登戸営業所・新百合ヶ丘営業所
- 神奈川中央交通 : 町田営業所※
- 横浜市交通局 : 鶴見営業所※

※は路線乗り入れのみで、川崎市内に所在しない営業所。

#### 都市間バス
- 長距離路線バス

WILLER EXPRESSが川崎駅東口(バスターミナル外)に西日本方面へのバスの停留所を設けている。
- 中距離高速路線バス
  - 川崎駅-東京湾アクアライン経由木更津駅
  - 川崎駅-東京ディズニーリゾート
  - 川崎駅-成田空港
  - 武蔵小杉駅-成田空港
  - 新百合ヶ丘駅-成田空港
  - 溝の口駅-新横浜駅

### 道路

#### 高速道路
- 東名高速道路：東京TB/向ヶ丘BS - 東名川崎IC
- 第三京浜道路：京浜川崎IC - 国道466号の一般有料道路。
- 東京湾アクアライン：浮島IC - 国道409号の一般有料道路。
- 首都高速道路
  - K1 神奈川1号横羽線：浅田出入口 - 浜川崎出入口 - 大師出入口
  - K6 神奈川6号川崎線：殿町出入口 - 浮島出入口 - 川崎浮島JCT 川崎縦貫道路第1期工事区間の一部。
  - B 湾岸線：東扇島出入口 - 浮島出入口 - 川崎浮島JCT

#### 国道
- 国道1号（第二京浜）
- 国道15号（第一京浜）
- 国道132号
- 国道246号（大山街道）
- 国道357号
- 国道409号（府中街道）

#### 県道
主要地方道
- 神奈川県道2号東京丸子横浜線（綱島街道）
- 神奈川県道3号世田谷町田線（津久井道）
- 神奈川県道6号東京大師横浜線
- 神奈川県道9号川崎府中線（府中街道）
- 神奈川県道12号横浜上麻生線
- 神奈川県道13号横浜生田線（浄水場通り）
- 神奈川県道14号鶴見溝ノ口線
- 神奈川県道19号町田調布線（鶴川街道）
- 神奈川県道45号丸子中山茅ヶ崎線（中原街道）
- 主要地方道野川菅生線（尻手黒川道路）
- 川崎市主要地方道幸多摩線（多摩沿線道路）

一般県道
- 神奈川県道101号扇町川崎停車場線
- 神奈川県道106号子母口綱島線
- 神奈川県道111号大田神奈川線（ガス橋通り）
- 東京都道・神奈川県道124号稲城読売ランド前停車場線
- 神奈川県道・東京都道137号上麻生連光寺線
- 東京都道・神奈川県道139号真光寺長津田線
- 神奈川県道・東京都道140号川崎町田線（一部市電通り）

## 観光

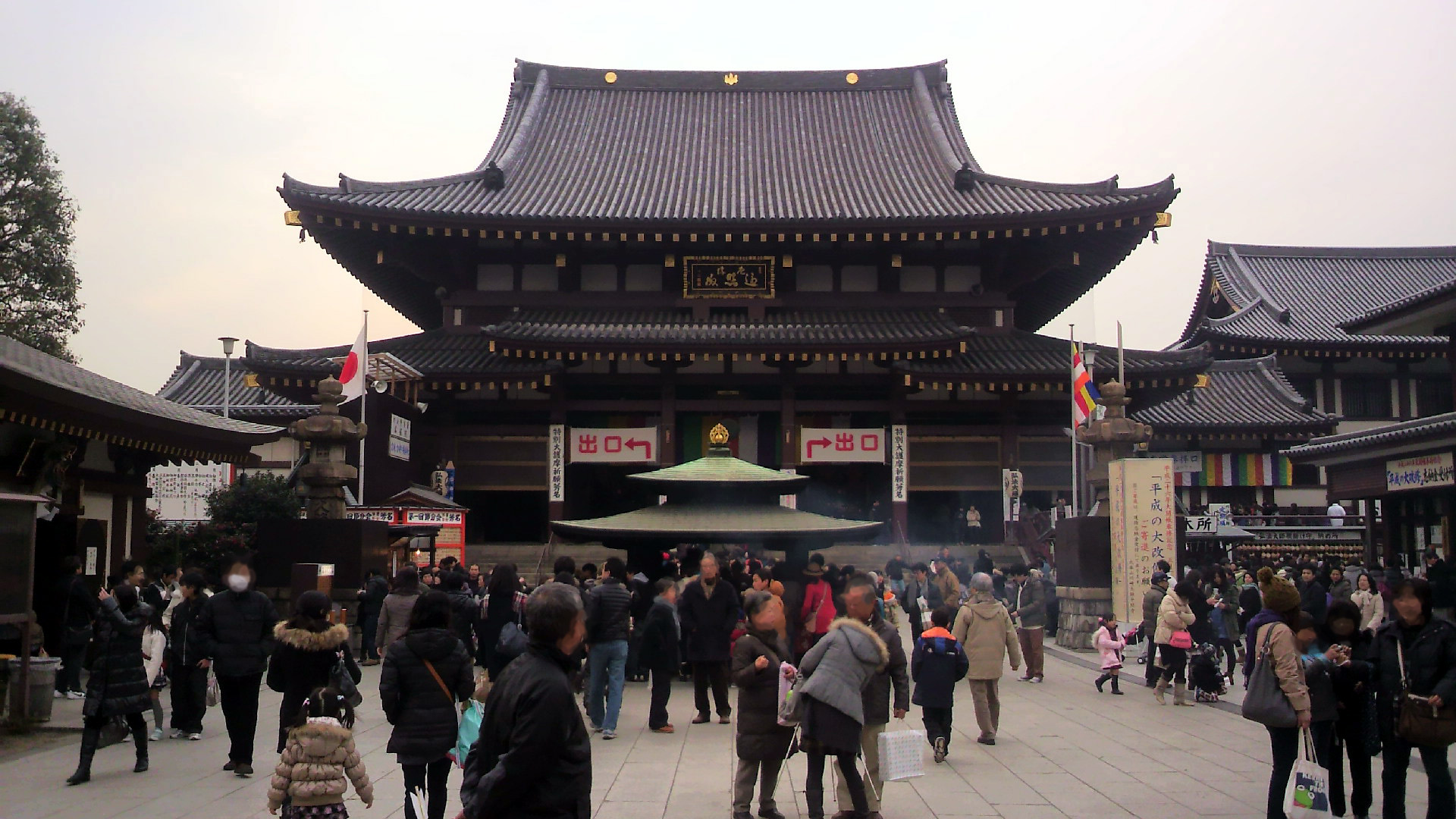
平間寺（川崎大師）

### 名所・旧跡
寺社
- 川崎大師

参道は日本の音風景100選に選ばれている。
- 白幡八幡大神（稲毛荘惣社）
- 稲毛神社（旧・山王社）
- 橘樹神社
- 若宮八幡宮

金山神社
- 女躰大神、幸区幸町
- 女體神社、幸区紺屋町
- 日枝大神社
- 大師稲荷神社
- 天満天神社
- 鹿島大神
- 身代わり不動
- 信行寺（春秋苑）
- 琴平神社
- 高石神社
- 常楽寺（まんが寺、日本まんが博物館）
- 天照皇大神幸区南加瀬
- 天照皇大神宮、中原区井田中ノ町

旧跡・建築物
- 京浜臨海部（京浜工業地帯）

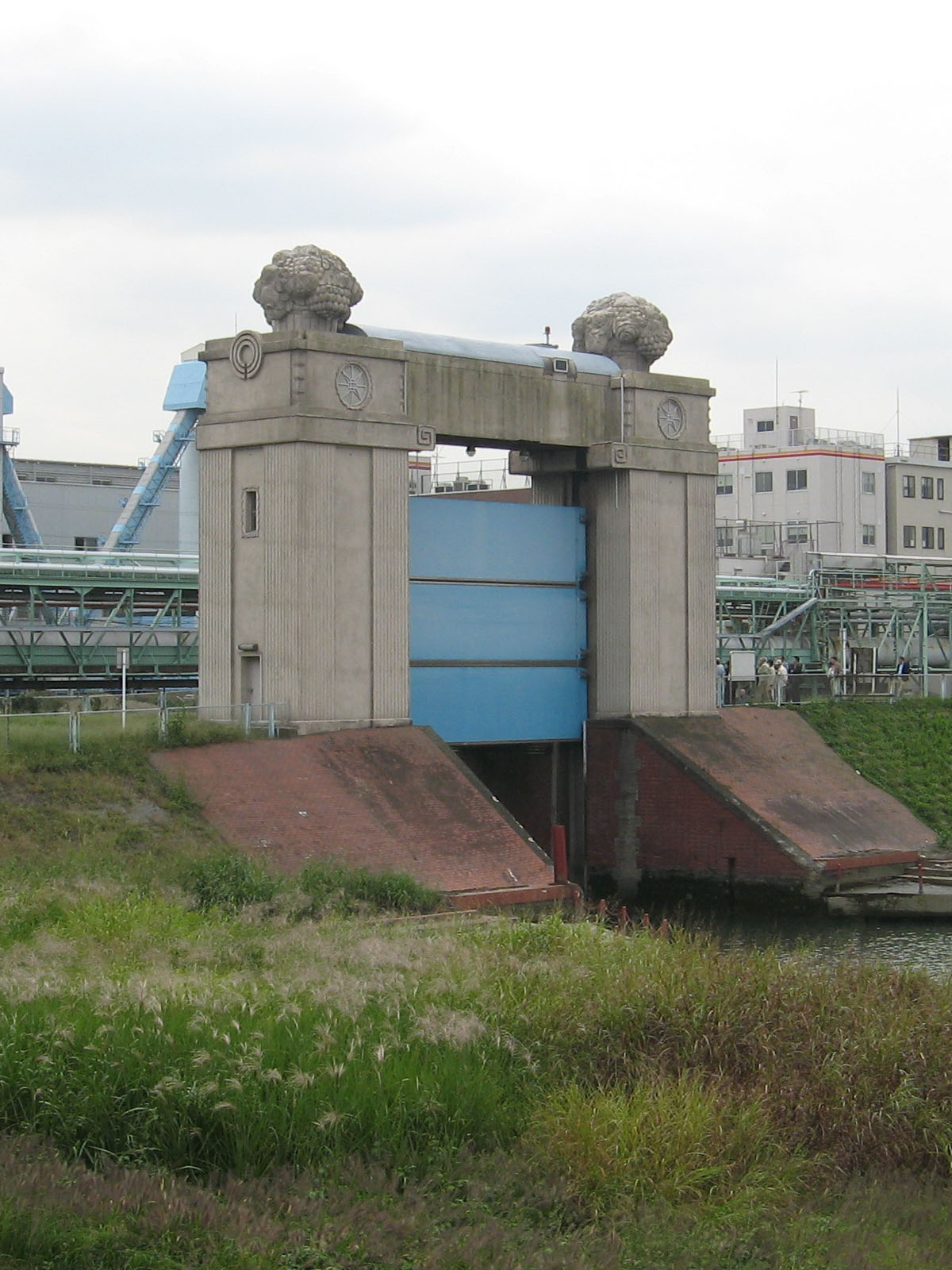
川崎河港水門

- プチカレーター（世界最短エスカレーター）川崎モアーズ地下2階
- 久地円筒分水
- 川崎河港水門
- 小沢城跡

### 観光スポット
博物館
- 川崎市立日本民家園

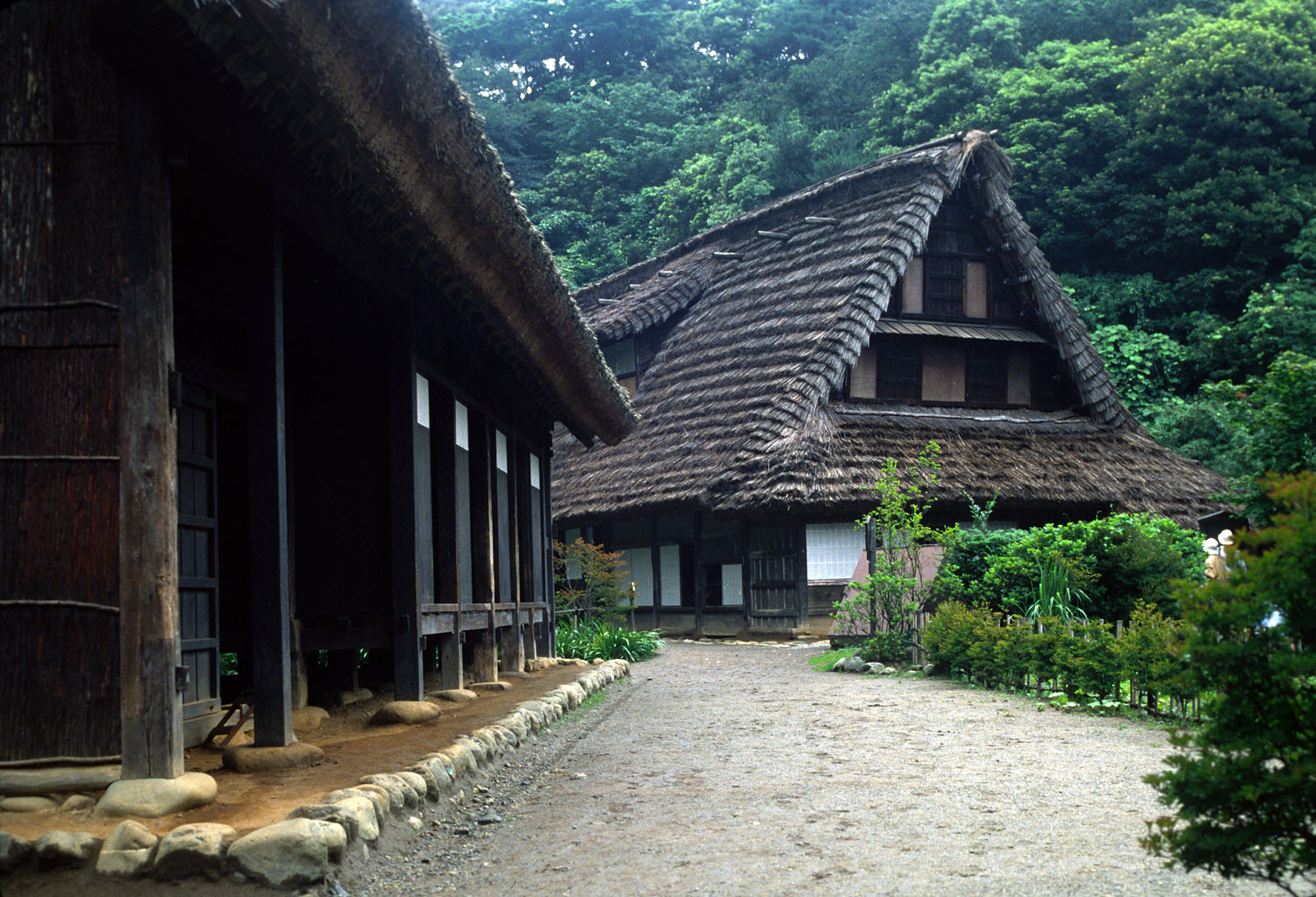
日本民家園

- かわさき宙(そら)と緑の科学館（プラネタリウム・メガスター2）
- 電車とバスの博物館 - 東急電鉄運営
- 東芝未来科学館 - 東芝運営

美術館

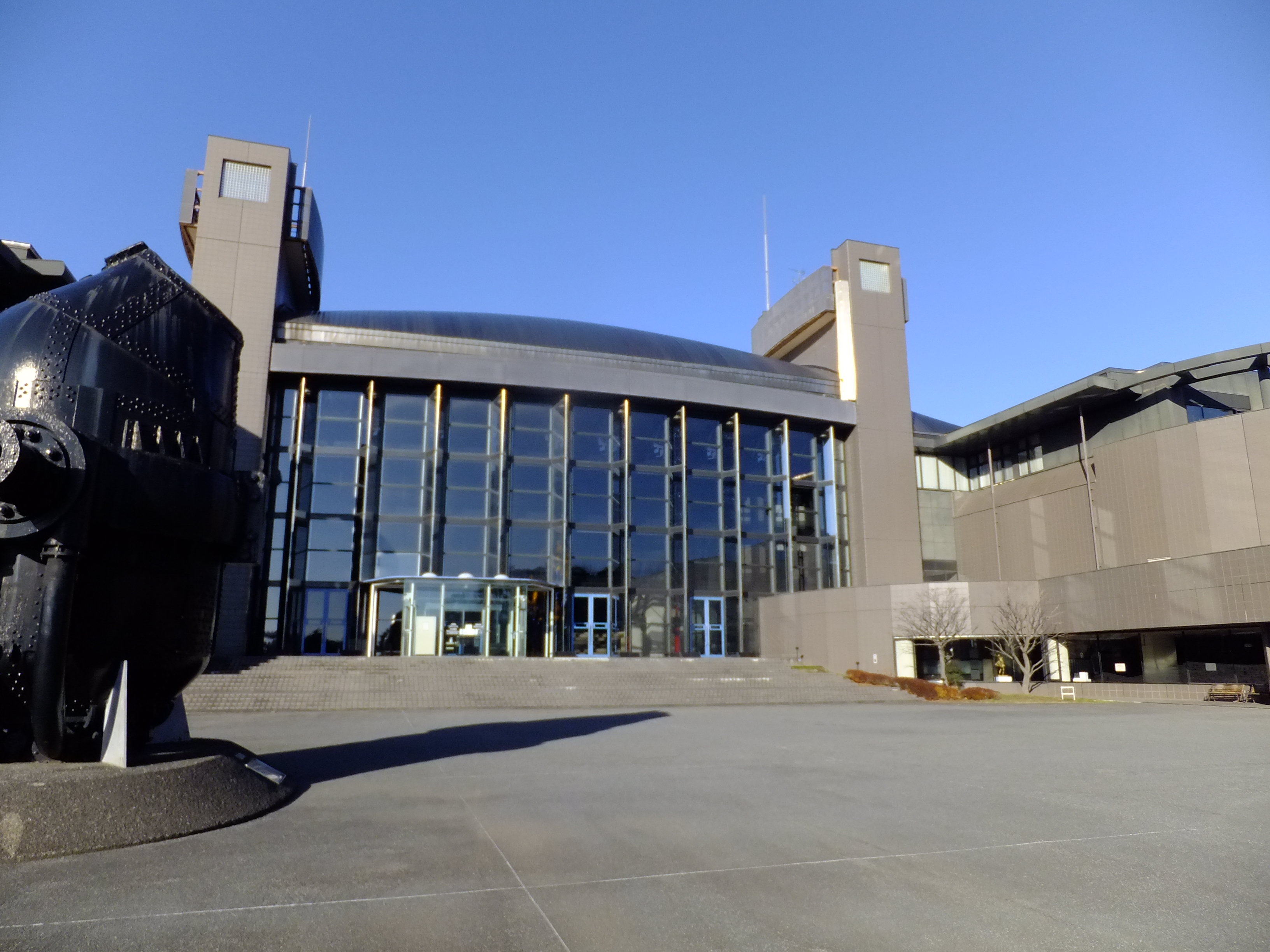
川崎市市民ミュージアム

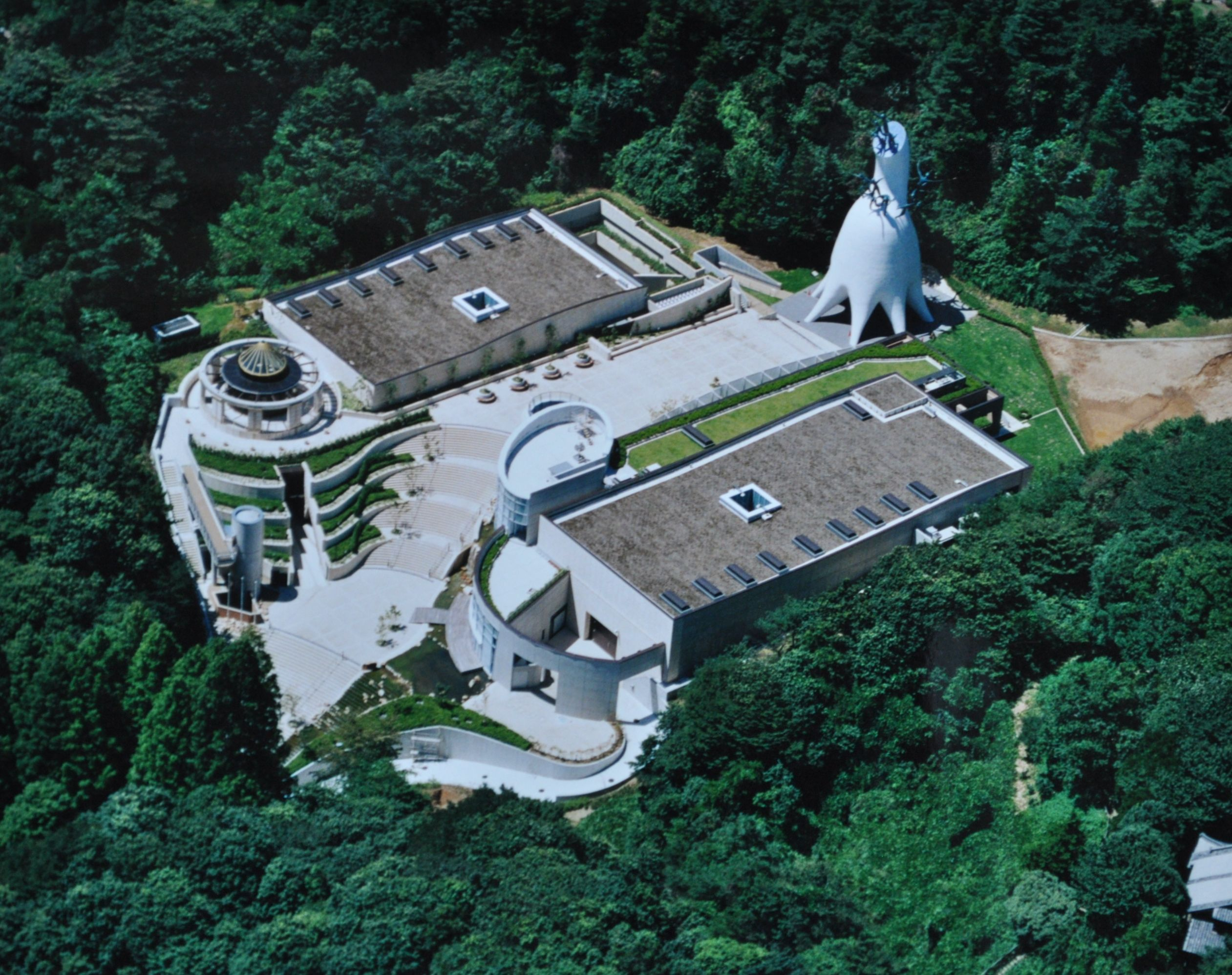
生田緑地にある川崎市岡本太郎美術館

- 川崎市市民ミュージアム（博物館の役割も持つ）
- 川崎市岡本太郎美術館
- 川崎・砂子の里資料館（浮世絵）
- 中村正義の美術館
- 藤子・F・不二雄ミュージアム（2011年9月3日開館）

レジャー
- カワスイ 川崎水族館
- 川崎競馬場
  - ウインズ川崎（川崎競馬場内）
- 川崎競輪場
- 川崎マリエン
- よみうりランド
- ヨネッティー王禅寺
- 多摩川サイクリングロード（かわさき多摩川ふれあいロード）
- 川崎市フルーツパーク

公園
- 生田緑地（枡形城跡）
- 等々力緑地
- 神奈川県立東高根森林公園
- 夢見ヶ崎動物公園
- 大師公園・瀋秀園（中国式庭園）
- 富士見公園
- 王禅寺ふるさと公園
- 東扇島東公園（人工海浜）
- 多摩川せせらぎ
- 浮島町公園

## 文化・名物

### 表彰
- 文化賞 [69]
  - 川崎市における文化芸術の向上・発展に尽力され、その功績が顕著な方、教育・学術・芸術の分野で創造的な活動・実績により本市のシティセールスにつながる成果をあげ、その功績が顕著な個人又は団体に贈呈するもの。

- 社会功労賞 [69]
  - 川崎市の市民生活や地域社会の向上・発展に多年尽力し、その功績が顕著な個人又は団体に贈呈するもの。

- スポーツ賞 [69]
  - 国際大会等で優秀な成績を残された個人又は団体、並びに、スポーツの普及・振興に尽力された個人又は団体に贈呈するもの。

- アゼリア輝賞 [69]
  - 文化・芸術分野など、現在活躍中の若年層及び中堅層で、さらに今後の活躍が特に期待される個人又は団体に贈呈するもの。

### 祭事・催事
- かわさきロボット競技大会
- 下麻生不動院だるま市
- 多摩川花火大会
- 稲毛神社山王祭
- KAWASAKIしんゆり映画祭
- しんゆり芸術フェスティバル
- かわさき市民祭り
- ファンタジーかわさきインナイト
- かわさきロボット大会
- In Unity
- フェスタ サマーミューザ
- 交流の響き
- アジア交流音楽祭
- Kawasaki Street Music Battle
- 全国手づくり楽器アイデアコンテスト
- かなまら祭り
- 川崎国際環境技術展
- カワサキハロウィン
- かわさきジャズ

### 音楽

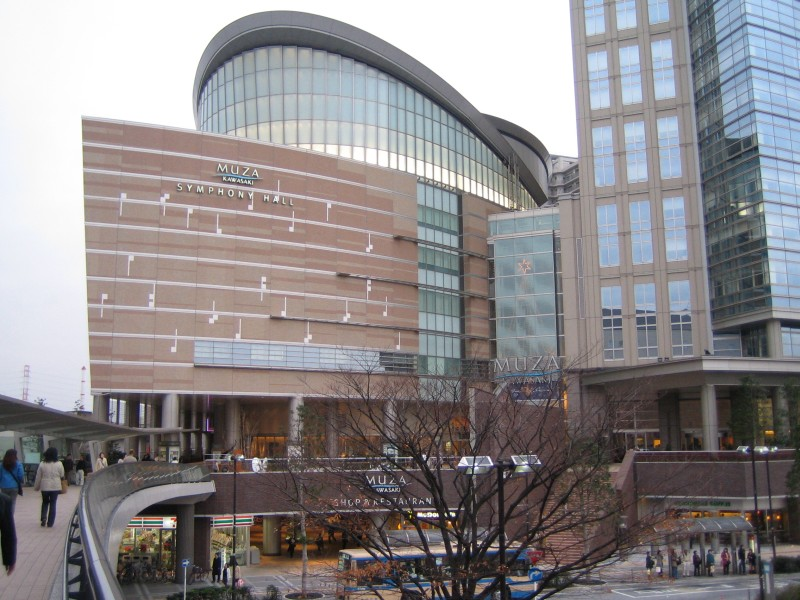
ミューザ川崎シンフォニーホール

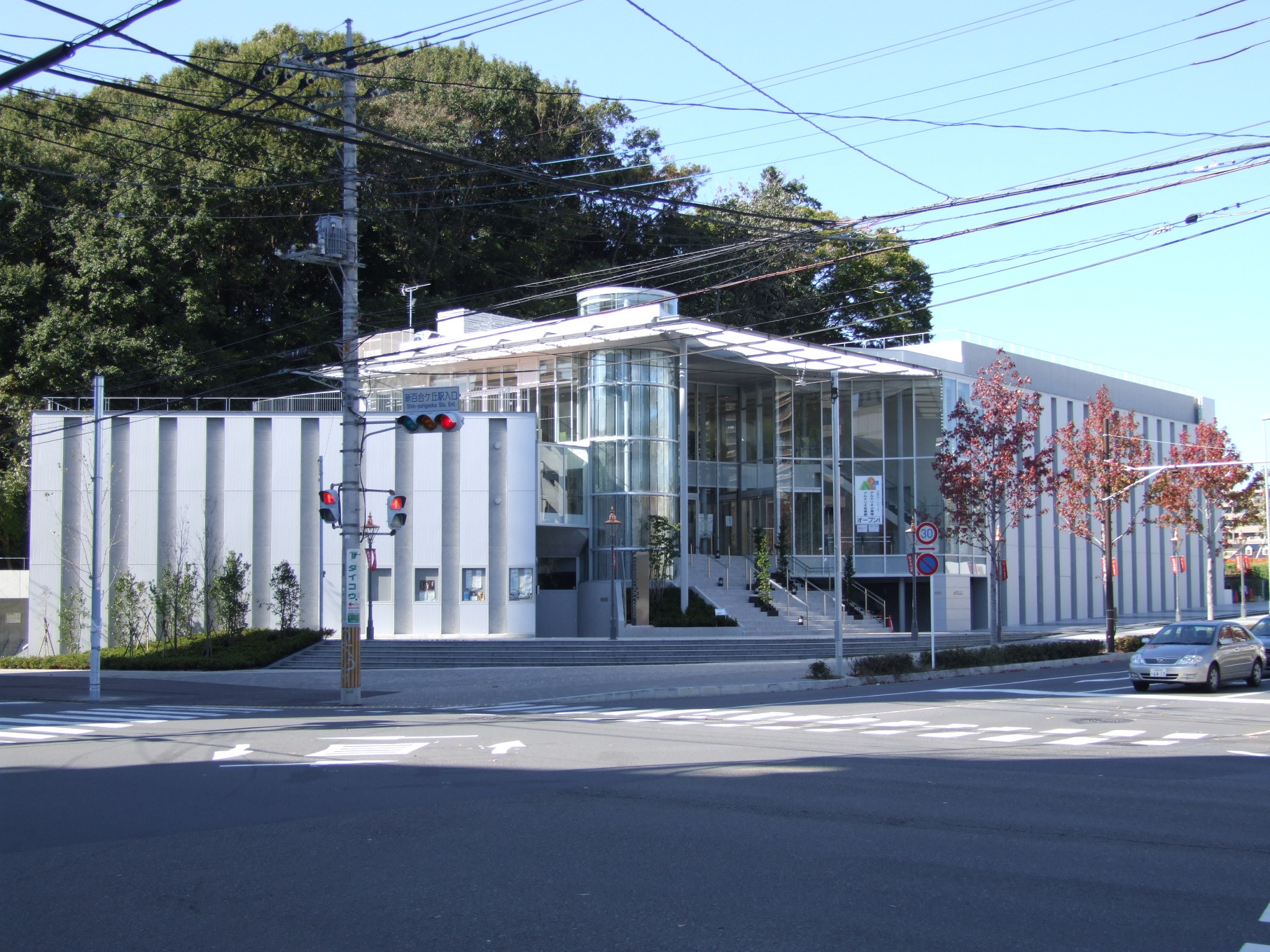
川崎市アートセンター

- ミューザ川崎シンフォニーホール - 東京交響楽団の本拠
- CLUB CITTA'（ライブハウス）
- 川崎市スポーツ・文化総合センター（カルッツかわさき）
- 川崎市総合福祉センター（エポックなかはら）
- よみうりランドEAST（オープンシアター、野外音楽場）
- 川崎市アートセンター（劇場・映像ホール）
- 「音楽のまち・かわさき」推進協議会
- ラゾーナ川崎プラザソル。市が設置したスタジオ形式の本格的多目的ホール

### 美術
- 川崎市岡本太郎美術館
- 川崎市市民ミュージアム
- 川崎浮世絵ギャラリー
- 中村正義の美術館
- 藤子・F・不二雄ミュージアム

### スポーツ

#### 野球
プロ野球
1952年に川崎球場が開設された当初は毎日オリオンズが準本拠として公式戦を使用していたが、川崎市を本拠地とするプロスポーツチームの公式な第1号は1954年結成の高橋ユニオンズだった。しかし、翌1955年に大洋ホエールズが本拠地を川崎に移転すると、セ・リーグ、とりわけスター選手の宝庫といわれた巨人との対戦を中心に観客動員が上昇。高橋球団は経営的な危機に立たされ、1957年のシーズン開幕前に大映スターズへの吸収合体が発表され、わずか3年で消滅した。
一方、大洋は人気の面では観客動員が飛躍的な伸びを見せるが、戦力は今ひとつで常に最下位争いが指定席だった。しかし、1960年に巨人の5連覇を阻止してリーグ初優勝。日本シリーズでも全試合とも1点差という僅差で4連勝して日本一を決めた。その後は1964年に阪神との大接戦を演じ優勝を逃したが、その後は再び最下位争いに定着してしまった。しかし、ライバル・巨人、特に世界のホームラン王・王貞治が一本足打法第1号（1962年）、日本プロ野球初の700号（1976年）など多くのホームランを打ち込んだのも一つの人気だった。
だが、大洋球団は1978年のシーズン開幕時に横浜市に新設される横浜スタジアムへの本拠地移転を示唆。川崎市民は本拠地の移転に反対したが、横浜移転は強行された。その後当時東京都近郊にメインスタジアムがなく、事実上仙台市を本拠としていたロッテ（前出の毎日オリオンズの後身）にアプローチをかけ、1978年から本拠地として使用することになった。川崎時代のロッテは観客動員に苦しむが、1980年の張本勲の3000本安打達成、1982・85・86年の落合博満の三冠王獲得、また1988年の近鉄のリーグ優勝をかけた10.19決戦など、注目の好カードが展開された。しかし、そのロッテも福岡市や千葉市など各地からの移転のラブコールがあり、川崎市が球場改修しないため、1992年のシーズンから千葉市に建設された市営の新球場「千葉マリンスタジアム」に移転。これが川崎市を本拠とする最後のプロ野球チームとなった。
また、川崎球場自体も1995年に発生した阪神大震災を契機に開かれた耐震調査で、震度5以上の大地震でスタンドが倒壊する恐れがあるということからスタンドの取り壊しが決定。2000年3月、横浜vs千葉ロッテのオープン戦を最後にプロ野球の開催球場から身を引くこととなる。現在、川崎市には等々力球場もあるが、設備の都合上1軍の試合は開催できず、プロ野球公式戦の開催予定は立っていない。
このほか、読売ジャイアンツが二軍の本拠地である読売ジャイアンツ球場を多摩区に設けている。かつては、二軍の本拠地として中原区の多摩川河川敷内に、日本ハムファイターズが前身の東映時代より日本ハム球団多摩川グランド(1961年-2011年)を、大洋ホエールズが大洋多摩川球場(1955年-1980年)を設置していた。

#### サッカー
Jリーグ
Jリーグ発足以前、川崎市には、東京都稲城市と多摩区にホームタウンを有する旧JSL1部に読売サッカークラブ、東芝堀川町サッカー部（東芝）、日本鋼管サッカー部（NKK）、同2部には富士通サッカー部がそれぞれ川崎市で多くの公式戦を開いていた。1993年のJリーグ開幕に当たって、東芝、NKK、富士通ともプロサッカークラブを川崎市で結成することに難色を示し、読売SCが川崎市を本拠地とするプロサッカークラブとなった。
読売は東京都を本拠としたい意向だったが、当時は東京都内にJリーグ開催規格のスタジアムが新宿区の国立競技場と世田谷区の駒沢しかなかった。しかし、国立はJリーグの方針により特定チームの本拠地とせず、各チームが試合開催できる中立的なスタジアムにすること、駒沢は目黒区にある国立病院機構東京医療センターが近接しており、騒音や夜間照明による光害のためナイトゲーム開催が不可能なため本拠地には出来なかった。そのため、やむなく等々力をホームに「ヴェルディ川崎」として活動することにした。
ラモス瑠偉、三浦知良、武田修宏、北澤豪など当時のスター選手を多く抱えていたヴェルディ川崎はJリーグ初代年間王者に輝き、翌年度も年間王者を達成。しかし、当時の川崎市は等々力競技場を市民利用のための公園施設であるとして川崎球場同様に大規模な改修には殆ど手を付けず、マダラ模様で痛んだピッチの芝生の上（砂の部分）に塗料を塗るなどぞんざいな対応だったため、当時の人気チームらしからぬスタジアムとしてファンからの悪評を買うことになってしまった。その後2年をかけて25000人収容のスタンドやピッチの拡張など、Jリーグ基準に適合したスタジアムへのリニューアルを実施したが、一方で市幹部からは「川崎には代わりのチームがある」とこちらもぞんざいな発言をしたりしていた。当時Jリーグにあっても企業スポーツであり続けようとしたヴェルディと、革新政権であった川崎市との乖離は著しく、この時点で「地域密着」の理念が実現されることはなかった。
この頃、NKKサッカー部は企業合理化のため、1993年の旧JFLを最後に廃部が発表。東芝は川崎市でプロ化するとヴェルディのような人気が見込めず、またチームを維持することも難しくなっていたこと、札幌市でプロサッカークラブの誘致が活発化したことにより意見が一致し、1996年に「コンサドーレ札幌」として移転した。富士通サッカー部は当初はプロ化には参加せず、アマチュアイズム重視を目指したが、等々力スタジアムのある中原区の商店街や青年会議所が中心となって実業団から市民クラブとして育てる事とし、チームもこれに応じる形で1996年（旧JFL）にまず名称を「富士通川崎サッカー部」と川崎市の名前を被せて、1997年にJリーグ準会員（JFL2位以内でJリーグ昇格の権利獲得）となるのを機に、富士通サッカー部を法人組織「富士通川崎スポーツマネジメント」、クラブ名も「川崎フロンターレ」として再スタートすることが決まった。
市対応の拙さから、プロ野球同様に2000年のシーズンを最後にヴェルディが東京都（東京（味の素）スタジアム）へ「東京ヴェルディ」として移転し、この時点で川崎市から1部リーグのチームは一旦消滅した。
一方川崎フロンターレは2001年にはJ2に降格したものの、2004年に元鹿島アントラーズの関塚隆を監督として迎え、J2・2回目の優勝、J1復帰を決めた。フロンターレは地域のコミュニティを重視し、試合だけに限らず様々なイベントに参加することをチーム運営の方針としている。2004年9月には川崎市ホームタウンスポーツ推進パートナー制定による認定を受け、さらに2006年4月にはフットサル施設「フロンタウン・さぎぬま」の指定管理者になっている。

#### バスケットボール
Bリーグ
2016年秋、Bリーグ開幕し、川崎ブレイブサンダースが川崎市とどろきアリーナをホームアリーナとするプロチームとなった。

#### アマチュアスポーツ
工業都市として発展した地域のため、社員・職員の福利厚生と健康増進を目的とした、市内の企業（製造業）によるスポーツチームは数多く作られてきた。とくに野球は盛んであり、そのシンボル的存在として川崎球場（開設時は川崎スタヂアム）が誕生すると都市対抗野球で数多くのチームが活躍し、また他のスポーツでも全国リーグの展開やマスメディアの発達などにより社名の宣伝効果も期待されるようになった。
- 川崎市に本拠地を置く主な社会人野球チーム
  - 東芝野球部
  - いすゞ自動車硬式野球部 - 藤沢市に本拠地を移転し、2003年から活動休止中。
  - 日本鋼管野球部 - 1987年に解散。
  - 日本コロムビア硬式野球部 - 1971年に解散。
  - 三菱ふそう川崎硬式野球部 - 2009年から活動を休止し、2013年に解散。
  - 全川崎クラブ~市民球団

だが、企業内の「非生産的部門」ということから不況による企業の経営悪化などの影響を強く受け、休廃部や市外への転出・統合も数多く発生した。しかし2004年9月に川崎市ホームタウンスポーツ推進パートナーが制定されると、プロサッカークラブの川崎フロンターレと同様に「市内のスポーツ資源」という立場を得ることになり、市の広報などでも多く扱われるようになった。

#### 推進パートナー
川崎市ホームタウンスポーツ推進パートナーは、川崎市内を本拠地としてスポーツで活躍するチームや選手を対象に川崎市が認定する制度である。
2004年認定
- 川崎フロンターレ（Jリーグ）
- 富士通レッドウェーブ（Wリーグ）
- 東芝ブレイブアレウス
- 川崎ブレイブサンダース（バスケットボール・Bリーグ）
- 中田大輔（トランポリン）

2005年認定
- NECレッドロケッツ（バレーボール・Vリーグ）
- 三菱ふそう川崎硬式野球部

2006年認定
- 富士通フロンティアーズ（アメリカンフットボール・Xリーグ）

#### その他のチーム
以下は「川崎市ホームタウンスポーツ推進パートナー」には参加していないが、川崎市を本拠地とするスポーツクラブである。
- 東信電気卓球部（日本卓球リーグ）
- 信号器材卓球部（日本卓球リーグ）
- 富士通カワサキレッドスピリッツ（バレーボール・Vリーグ）
- 中川部屋（相撲部屋）
- 川崎新田ボクシングジム
- アサヒビールシルバースター（アメリカンフットボール・Xリーグ）
- 川崎ビーチスポーツクラブ（ビーチバレー）

### 公営競技

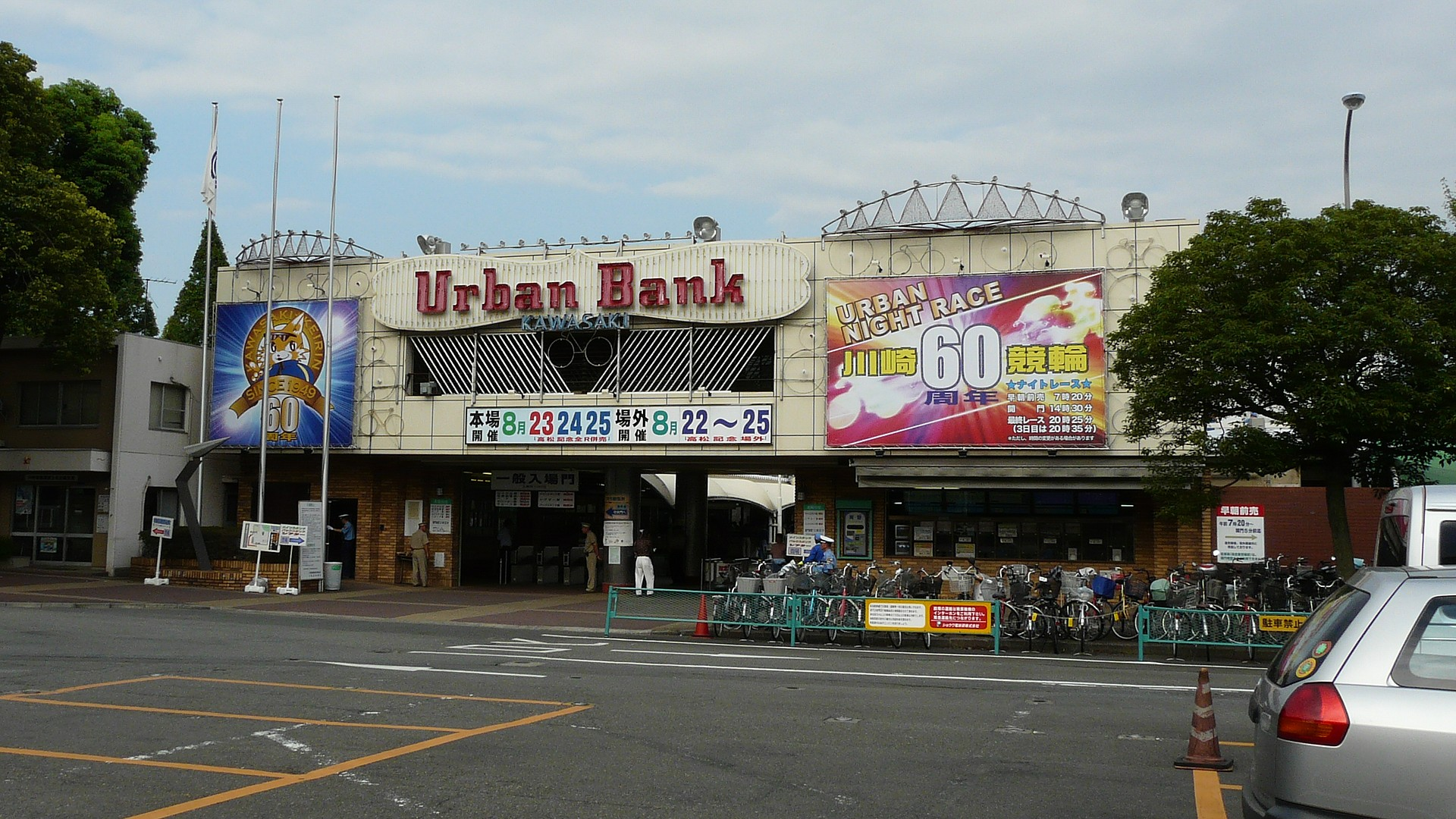
川崎競輪場

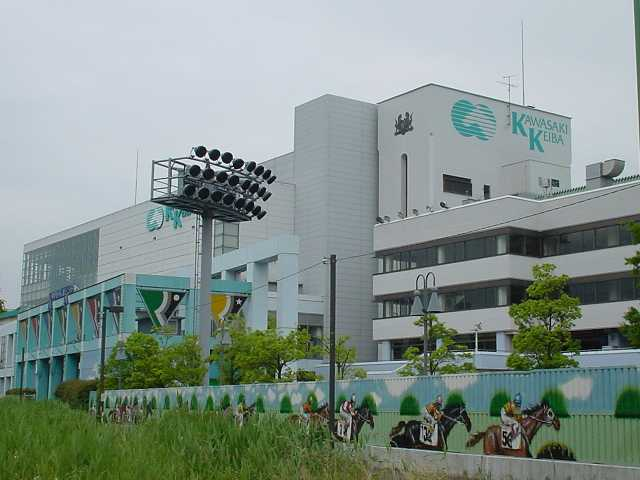
川崎競馬場

川崎市として川崎競輪場、神奈川県と川崎市で共に神奈川県川崎競馬組合として川崎競馬場を主催している。

## 作品

### 映画
- 花の中の娘たち （1953年）東宝- 多摩水道橋の建設が進む頃の稲田町の多摩川梨農家が舞台。東宝初のカラー映画。
- あにいもうと（1953年）大映- 多摩川の砂利の採掘、お盆の灯籠流し、中野島あたりの農村風景、川師を引退した父、多摩川沿いで小さな茶屋を営む母、無頼の兄、東京で働く娘たちの家族ストーリー。
- 喜劇 駅前団地（1961年）東宝
- ゴジラ・ミニラ・ガバラ オール怪獣大進撃（1969年）東宝
- 女子学園 悪い遊び（1970年）日活
- 現代やくざ 人斬り与太（1972年）東映
- トラック野郎シリーズ（1975-79年） 東映（10作品中9作品）
  - 御意見無用、爆走一番星、望郷一番星、天下御免、度胸一番星、男一匹桃次郎、一番星北へ帰る、熱風5000キロ、故郷特急便
- 首都消失（1987年）大映
- 女がいちばん似合う職業（1990年）
  - アルゴプロジェクト冒頭シーンをアゼリアで撮影
- ガメラ 大怪獣空中決戦（1995年）大映
- みんな〜やってるか!（1995年）
  - 川崎球場がクライマックスの舞台
- 17才 〜旅立ちのふたり〜（2003年）
- 探偵事務所5 〜5ナンバーで呼ばれる探偵達の物語〜（2005年）
- ダメジン
  - 川崎区水江町、小島新田でロケ（2006年）
- 小川町セレナーデ
  - 川崎市川崎区をはじめとする川崎市南部で撮影（2014年）
- シン・ゴジラ（2016年）

### ネットシネマ
- 探偵事務所5 〜Another Story 1st Season〜
- 探偵事務所5 〜Another Story 2nd Season〜

### テレビドラマ
- シルバー仮面（1971-1972年 TBS系列）第7話「青春の輝き」に浮島町のフェリー乗り場
- 男女7人秋物語（1987年 TBS系列）
- あそびにおいでョ!（1988年 フジテレビ系列）
- スクラップ（1988年 TBS系列）
- 家なき子（1994年 日本テレビ）
- 若者のすべて（1994年 フジテレビ系列）
- 火曜サスペンス劇場「月のかたち」（1998年 NTV系列）
- GOOD LUCK!!（2003年 TBS系列）
- 火消し屋小町（2004年 NHK系列）
- 相棒Season 7 第11話 「越境捜査」（2009年1月14日）
- 怪物くん（2010年 NTV系列）
- ドン★キホーテ（2011年 NTV系列）
- 妖怪人間ベム（2011年 NTV系列）
- ドS刑事（2015年 NTV系列）
- ON 異常犯罪捜査官・藤堂比奈子（2016年 フジテレビ系列）
- 世にも奇妙な物語（2018年 フジテレビ系列）5月12日放送｢フォロワー｣にラ・チッタデッラ（チネチッタ川崎）

### 小説
- 異邦の騎士（島田荘司）

主人公が元住吉駅近くのアパートに引っ越し、綱島の「御手洗潔占星学教室」を訪れる。

### 漫画
- 彼氏彼女の事情（津田雅美）
- 天体戦士サンレッド（くぼたまこと）
  - 主に溝口などの高津区周辺。地元色に富んだ設定とネタがふんだんにちりばめられている。
- ファンシーGUYきゃとらん（くぼたまこと）
- 野望の王国
- ツルモク独身寮
- あひるの空
- ハネムーンサラダ（二宮ひかる）
  - 主人公が通勤の際に利用する最寄駅に梶が谷駅が描かれている。
- オフサイド（塀内夏子）
- NHKにようこそ!（滝本竜彦・大岩ケンヂ）
- ハイスコアガール（押切蓮介）
  - 主人公たちは溝口に居住。川崎駅周辺も何回か描かれている。

### テレビアニメ
- ベターマン - 有限会社アカマツ工業の所在地であることが『勇者王ガオガイガーFINAL』小説版で明らかになっている。
- RELEASE THE SPYCE
- デジモンアドベンチャー: - 主人公・八神太一たちが住む街は、中原区（武蔵小杉近辺）をモデルとしており、エンディング（第27話 - 第38話）では区内の武蔵小杉駅周辺などが舞台として描かれている[70]。
- ガールズバンドクライ - 作中で結成されるバンド「トゲナシトゲアリ」の本拠地、および主人公・井芹仁菜の住居として川崎市の各地が登場する。

### 歌
- 「川崎おどり」（都はるみ）
  - 東芝野球部、川崎フロンターレの応援でそれをアレンジしたものが演奏される。
- 「好きです かわさき 愛の街」（芹洋子）
  - 市制60周年を記念して制定した市民愛唱歌。市内のごみ収集車のBGMに使われる。
- 「そんなことなら川崎市へ行こう」たむらぱん
- 「川崎↑gradite」style-3!
- 「LOVE かわさき」サニチル
- 「立てよ! 川崎市民! 川崎7区アンソロジー」ヴィンセント＆THE 暗黒 MEN
- 「フロシャイム川崎支部の歌「われらフロシャイム川崎支部」」ヴァンプ将軍(山田ルイ53世(髭男爵))
- 「影絵(川崎〜太田) feat.bay4k from SCARS」SEEDA
- 「川崎音頭」
- 「雨の川崎」SEX MACHINEGUNS
- 「川崎」ちょっきんず
- 「川崎リターン・ブルース」ジョニー大倉
- 「川崎おどり」都はるみ、NeoBallad
- 「ずっと川崎」ちょっきんず
- 「川崎 -SMASH TAKE-」BLUE BOY
- 「Till the End of Time(Version2.0)～がんばれ!川崎フロンターレBack to J1!!～」Virgin Berry
- 「川崎純情音頭」川崎純情小町☆
- 「かわさきの風に乗って」有坂ともよ
- 「花火～音楽のまち・かわさき～」かわさきfutureアーティスト
- 「好きですかわさき」ちょっキんず
- 「やっぱ川崎」ＭＡＲＵＧＡＮ
- 「川崎音頭」
- 「最幸のかわさきTheBestHAPPINESS!」ＣＡＭＡＲＵ
- 「かわさきの空へ」ジャムスタンマジック
- 「川崎市歌（児童合唱バージョン）」川崎市立坂戸小学校合唱団
- 「川崎BLOSSOM」宇崎竜童
- 「雨の川崎」藤健一
- 「好きです　かわさき　愛の街」チャラン・ポ・ランタン
- 「天体戦士サンレッドのテーマ」manzoと屋根裏キッズ
- 「港町十三番地」美空ひばり
- 「..in the K-Town feat. MIC PRESIDENT」HYENA
- 「I CAME FROM 横須賀」山口百恵

※歌詞に横須賀市、横浜市、川崎市、東京都品川区の地名が出てくる
- 「川崎市歌」（ダンスバージョン）ＣＡＭＡＲＵ
- 「LUCKY FLOWER～宮前兄妹テーマソング～」PLECOと凜
- 「パワフル応援団」ＰａｎＰｏｐＰａｒａｄｉｓｅ
- 「らら♪ミュートン」宮下敏子
- 「愛の街･かわさき」神崎 順･10carats
- 「KA･WA･SA･KI レビュー」神崎 順･10carats
- 「ようこそ川崎」神崎 順･10carats
  - 川崎7区を紹介するショーナンバー
- 「フラワードリーム」神崎 順･10carats
  - 川崎7区の花をテーマにしたショーナンバー
- 「ファビュラス音頭」神崎 順･10carats
  - 新百合ヶ丘をテーマに創った音頭
- 溝口
  - 「溝ノ口太陽族」manzo
  - 「続・溝ノ口太陽族」「二ヶ領用水」manzo
  - 「溝の口Forever」森野熊八
  - 「溝の口音頭」柿島伸次
- 麻生区
  - 「かがやいて麻生」[71] ゆりがおか児童合唱団、赤星啓子、柿生中学合唱部、「かがやいて麻生」をうたう会、FAiCO（元Far.Eastern.Comets.）、麻生フィルハーモニー管弦楽団、金程中学校吹奏楽部、大久保洋子
  - 「光の麻生」神崎 順･10carats（タイトルを市民公募にて決定）
- 柿生駅
  - 「小田急柿生」19

### ゲーム
- ANGEL NAVIGATE
- 真剣で私に恋しなさい!
- 俺の彼女のウラオモテ
- とらぶる@すぱいらる!
- ナイものねだりはもうお姉妹

## 広報･公聴関係

### テレビ関連番組
- ファイト!川崎フロンターレ（tvk）
- LOVEかわさき（tvk）
- SuKiSuKiフロンターレ（イッツコム）

### ラジオ関連番組
- KAWASAKI CROSSING（FMヨコハマ）
- 土井里美のかわさき・みつけた（ラジオ日本）
- 音楽のまち・かわさき（ラジオ日本）

### その他
兵庫県神戸市に本社を置く二輪車や航空機などで著名な機械メーカーの川崎重工業（川崎正蔵が創立）、疾患の川崎病（川崎富作が発見）、岡山県倉敷市にある学校法人川崎学園が運営する川崎医科大学・川崎医療福祉大学など（川崎祐宣が運営法人を設立）はいずれもそれぞれの創業者・発見者・創立者に由来する名称であり、川崎市に由来する名称ではない。